# Немецкая кухня

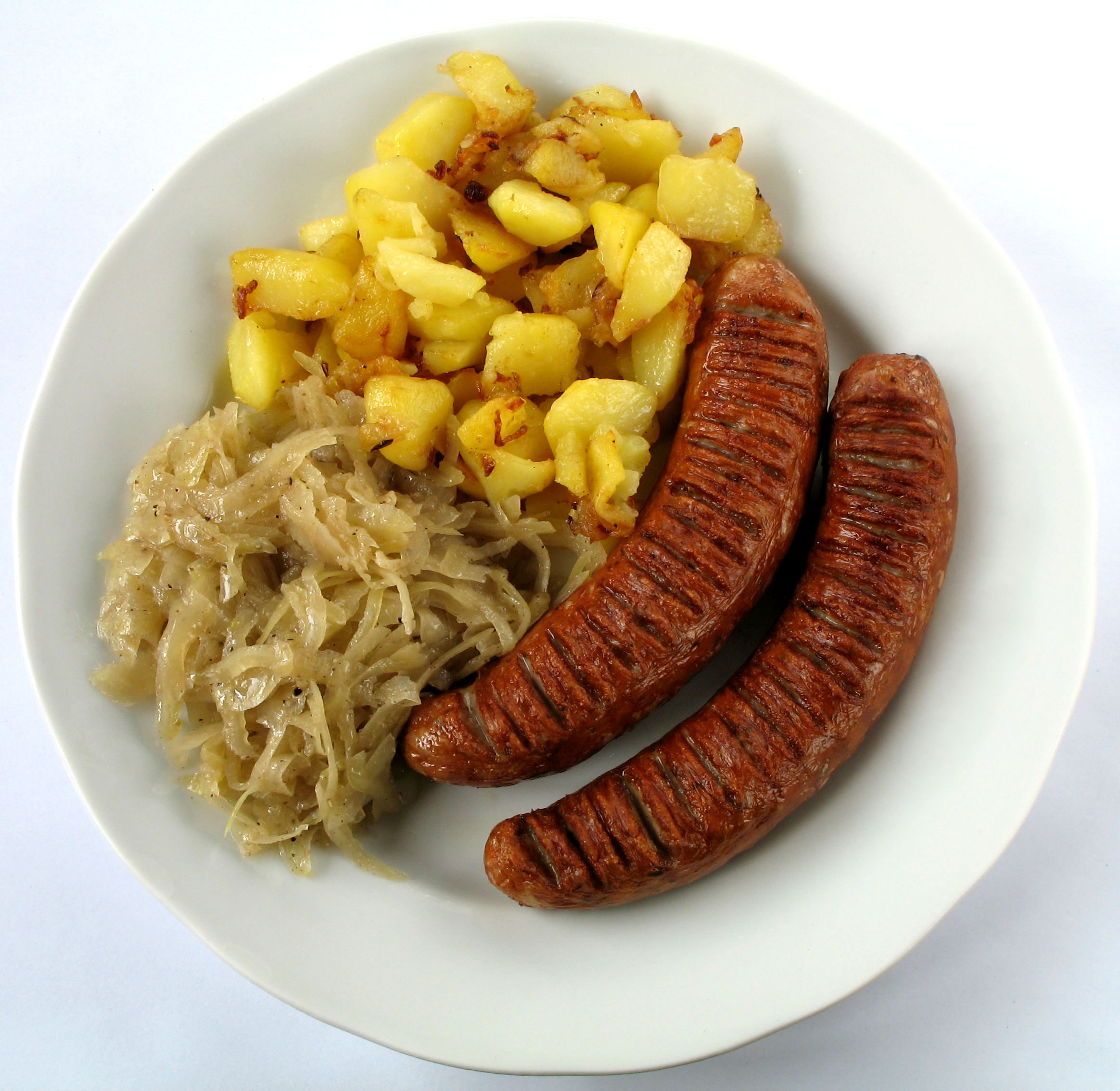
Жареные сосиски с жареным картофелем и квашеной капустой — стереотипное немецкое блюдо

Немецкая кухня объединяет разнообразные региональные гастрономические традиции, сложившиеся на территории современной Германии. В отношении немецкой кухни распространены определённые стереотипы. Прежде всего, считается, что немцы предпочитают сытную еду: много мяса, преимущественно свинины, с квашеной капустой и картофелем. И «типично немецкими» десертами долгое время считались калорийные франкфуртский венец, шварцвальдский торт, марципан, немецкие пряники, штоллены и спекулос. Объяснялось это тем, что Германия — страна северная, и в зимнее время её жителям приходилось позаботиться о поступлении в организм тепловой энергии. Тем не менее, такое утверждение справедливо и для соседей немцев — датчан, австрийцев, поляков, чехов и словаков и других представителей Центральной Европы. Согласно другому устоявшемуся стереотипу, немцы едят исключительно для поддержания жизнедеятельности и просто не способны наслаждаться едой так, как это умеют, например, их соседи французы. В действительности из опросов следует, что хорошая еда занимает первую строчку в списке приоритетных трат немцев, за которой следуют жильё, путешествия и одежда. 12,4 % доходов, которые немцы тратят на продукты питания и безалкогольные напитки, лишь немного уступают соответствующему показателю во Франции, но при этом почти вдвое выше, чем у американцев. Из-за бытующих кулинарных клише немцы носят прозвища «кислокапустная нация», «гуляшеядные» и «короли жареных сосисок», но в эпоху глобализации в Германии обнаружился интерес к высокой кухне, потребление мяса сократилось в пользу более лёгких блюд, открываемых заново в региональных кухнях Германии.

## Приёмы пищи
В немецкой гастрономической культуре сложилось три основных приёма пищи: завтрак, обед и ужин. На завтрак и ужин в Германии часто едят бутерброды, а горячую пищу немцы обычно потребляют один раз в день в обед, преимущественно в виде второго блюда. Между обедом и ужином немцы по традиции пьют кофе с пирогом, тортом или пирожными. Южнонемецкий аналог бранча — фрюшоппен.

## Мясные блюда
По данным опроса, проведённого в 2013 году Обществом по исследованию потребления GfK, 85 % немцев считают потребление мяса и колбас «естественным и экологичным», а 83 % — ни при каких условиях не готовы исключить их из своего рациона питания. Каждый второй немец ежедневно потребляет колбасу или мясо. Профессор психологии питания Фульдской высшей школы Кристоф Клоттер считает, что мясо для немцев символизирует изобилие, власть, достаток и маскулинность, в их подсознании жизнь удалась, если на столе есть мясо. В близком к «Зелёным» Фонде Генриха Бёлля подсчитали, что среднестатистический гражданин ФРГ съедает за свою жизнь 1094 животных. Предложение ввести в столовых по четвергам вегетарианский день, выдвинутое «Зелёными» накануне выборов в бундестаг в 2013 году, не нашло поддержки в немецком обществе и подверглось острой критике со стороны политических конкурентов. По данным опроса, проведённого Федеральным министерством продовольствия и сельского хозяйства в 2020 году, 26 % населения Германии ежедневно потребляют мясо и колбасы, причём этот показатель среди немецких мужчин составляет 32 %, а среди немецких женщин — 20 %. 33 % опрошенных немцев назвали в 2020 году любимым мясным блюдом жаркое, шницель или гуляш. Последовательно отказывается потреблять мясо и продукты животного происхождения только малая часть населения, причём чем моложе возрастная категория, тем больше в ней вегетарианцев. Их в Германии по данным исследования 2015 года около 3 %, пескетарианцев — 2 %, а веганов — 1 %, тем не менее, каждый третий немец, регулярно потребляющий мясо, как минимум иногда испытывает из-за этого угрызения совести. По мнению этнолога питания Марина Тренка из Франкфуртского университета, немцы хотят есть мясо, но так, чтобы оно было «незримым» — чтобы и не мясо на вкус, и о животных не напоминало. Потребление мяса растёт, но это уже преимущественно не части животного, как, например, некогда телячья голова или бычий хвост, а филе и стейки, куриные грудки и наггетсы.
По данным на 2018 год, немцы потребляют в пищу в среднем 60,1 кг в год, из них более половины — 35,7 кг приходится на свинину, 13,2 кг — на мясо птицы, 9,7 кг — на говядину и телятину. Свинья была главным домашним животным кельтов и германцев, для которых она символизировала силу и храбрость. Со времён, когда худшему участнику средневековых ристалищ в качестве утешительного, но не заслуженного приза доставалась свинья, в народе о везунчике говорят: «У него свинья». Вплоть до позднего Средневековья к северу от Альп свиные стада выпасали осенью в лесах, чтобы на желудях и буковых орешках у животных перед забоем сало приобрело желанный сладковато-ореховый привкус. Современная Германия по-прежнему сохраняет за собой статус «свиной страны» № 1, производя в год около 5,5 млн тонн свинины, 80 с лишним миллионов немцев потребляют около 4 млн тонн свинины в год. По мнению отраслевых экспертов, немцы традиционно предпочитают говядине свинину потому, что она стоит значительно дешевле. Даже те, кто мог бы себе позволить питаться более качественным мясом, выбирают дешёвую свинину промышленного производства, а по бытующему мнению немец скорее купит себе дорогой гриль, чем хороший стейк.
Главным мясным блюдом немцы считают не свиную рульку, как принято считать за рубежом, а свиное жаркое. Жаркое — исторически не повседневная еда как по финансовым затратам, так и по временным, и поэтому его готовят обычно в выходные. «Воскресное жаркое» (нем. Sonntagsbraten) — давняя немецкая семейная традиция. Обжаренный в масле кусок свинины хозяйки ставили запекаться в духовку на несколько часов перед выходом в церковь на воскресную службу. В одном из стихотворений из сборника «Критика сердца» В. Буш утверждал, что добротное жаркое по праву причисляется к добрым делам, а у того, кто умеет его приготовить, доброе сердце. Говядину в Германии после обжарки в масле обычно тушат цельным куском весом в 3—4 кг (нем. Schmorbraten — букв. «тушёное жаркое»). В Баварии свинину предпочитают запекать вместе со шкуркой, чтобы она получалась хрустящей, а говядину со времён Наполеона маринуют в красном вине и тушат «по-модному», по-французски. На Рейне традиционно готовили «кислое жаркое» из говядины, маринованной в уксусе в течение нескольких недель, а то и из конины. В Сааре и Пфальце маринованное мясо швенкбратен жарят на специальном гриле — треножнике с подвесной жаровней.
Такой якобы «типично немецкий» айсбайн происходит из эльзасской кухни, популярен как варёным, так и жареным и запечённым во многих германских регионах, при этом считается исконно берлинским блюдом, а за пределами Германии имеет имидж кулинарной достопримечательности Баварии в контексте Октоберфеста. Во время последнего официального визита президента США Барака Обамы в Германию в 2016 году на прощальном ужине в Ведомстве федерального канцлера в Берлине подавали именно добротный айсбайн и нюрнбергские жареные колбаски. С повышением уровня благосостояния мясо на столе у немцев стало появляться чаще, чем только по воскресеньям, а при современных темпах жизни жаркое стало уступать свои позиции мясным блюдам, которые готовятся быстрее, в частности, панированному шницелю — как исконному «венскому» из телятины, так и «по-венски» — из свинины (и свиной шницель предпочитают 63 % немцев), интернациональному говяжьему стейку и его швабскому аналогу — ростбифу под горой жареного лука. Кроме того, по сведениям Марина Тренка, положение воскресного жаркого в Западной Германии пошатнулось в конце 1960-х годов, когда протестовавшее студенчество, опасавшееся возврата фашизма, увидело в нём символ мелкобуржуазной среды, в значительной массе поддержавшей национал-социализм. Ныне в Фонде Генриха Бёлля, обеспокоенном ростом потребления мяса и, как следствие, индустриализацией животноводства, передачей новых площадей под пастбища и кормовые культуры и проблемой утилизации экскрементов, призывают вернуться к традиции воскресного жаркого и потреблять меньше мяса.
Калорийные мясные блюда из касселера — выдержанной, как колбаса, в нитритной соли и слегка подкопчённой свинины — были привычны послевоенному поколению немцев и сейчас сохраняются в качестве ретротренда. Касселер с квашеной капустой и шпигом был любимым блюдом лидера ГДР Эриха Хонеккера. Мясные остатки с воскресного обеда экономно доедали в понедельник с жареным картофелем. Самый бюджетный вариант воскресного обеда — жареная курица. Бройлер, перед жаркой смазанный смесью растительного масла с солью, перцем и паприкой, стал украшением кухни ГДР, первые рестораны «Золотой бройлер» (нем. Goldbroiler) по образцу западногерманских Wienerwald открылись в Восточном Берлине в ноябре 1967 года. Потребление мяса птицы на душу населения в Германии составило в 2020 году 22,3 кг, что на 17 % выше, чем в 2010 году. Ещё 40 лет назад индюшатина в Германии была экзотикой, ныне немцы потребляют в среднем 6 кг мяса индейки в год. Согласно статистическим данным, немцы съедают в среднем около 300 г гусятины в год. Жареный гусь, фаршированный яблоками, каштанами, луком или черносливом, — одно из немногих строго сезонных блюд в Германии, он появляется на столах в течение шести недель между Днём святого Мартина и Рождеством в виде мартинских и рождественских гусей. Только каждый седьмой продаваемый в Германии гусь — местного производства, в 2018 году Германия импортировала из Польши и Венгрии 25 500 тонн гусей и гусиного мяса. Зимним блюдом считается и начинённая замоченной булкой, изюмом и яблоками жареная утка или утиные грудки, которыми рекомендуют заменять в праздничном меню жирного гуся. Начиная с осени немецкие сельские и загородные трактиры, верные традициям старой доброй бюргерской кухни, включают в воскресное меню запечённую утку, по половинке на порцию, с картофельными клёцками или крокетами, тушёными краснокочанной капустой и грушами, с брусникой, под обильным соусом.
Мясо в немецкой кухне сервируют преимущественно под соусом, по словам Карла Фридриха фон Румора, чтобы твёрдая еда легче проскальзывала в глотку, а уж потом для улучшения вкуса блюда. Ещё в одной из самых древних средневековых кулинарных книг, собранной к 1350 году в доме знатного вюрцбургца Михаэля де Леоне, упоминается похожий на вержус кислый соус «аграц» из смеси соков незрелого винограда и зелёных яблок с вином, который подавали к баранине, курятине и рыбе. Современные немецкие соусы готовят с мучной пассеровкой и бульоном на жире и мясном соке, оставшихся после жарки, сливочном масле и смальце, по сравнению с французскими они попроще и погуще. Соуса на немецкой тарелке должно быть много, чтобы справиться с «насыщающим гарниром», и хорошим тоном считается попросить добавку соуса за столом. Соус настолько важен, что сама консульша в «Будденброках» Т. Манна озабочена вопросом обучения кухарки «прилично готовить соуса». Именно обилие густой подливки, в которую можно макать хлеб, нравится немцам в изначально венгерском гуляше и его более изысканной и быстрой в приготовлении версии — швейцарском бефстроганове гешнетцельтес. «Гуляшной пушкой» (нем. Gulaschkanone) по-немецки иронично прозвали полевую кухню. С 1980-х годов ресторанные критики в Германии подвергают осуждению неумеренное количество соуса, в котором всё «почти тонет» на немецких тарелках.
Немцы любят блюда из рубленого мяса и едят даже свежий сырой фарш — не только говяжий по-татарски, но и свиной по-немецки — «метт» или «ха́кепетер» (нем. Hackepeter — букв. «рубленый Петер»), на хлебе, как бутерброд. Метт едят на завтрак или подают на закуску на семейных и корпоративных вечеринках сервированным с репчатым луком и маринованными огурцами. Булочку мажут сначала сливочным маслом, затем меттом, сверху кладут перья репчатого лука. В 1950—1970-е годы было модно оформлять сырой фарш для бутербродов на блюде горкой в виде ёжика с иголками из репчатого лука. Под разными региональными названиями (флайшпфланцерль — в Баварии, флайшкюхле — в Швабии, флайшкюхла — во Франконии, фрикадельки — на севере Германии и булетты — в Берлине) немцы жарят свиные и говяжьи рубленые котлеты и биточки. В знаменитом блюде восточнопрусской кухни — кёнигсбергских клопсах, отварных тефтелях под соусом с каперсами, в мясной фарш добавляют рубленое филе сардин. Экономное рубленое жаркое под названием «фальшивый заяц» фаршируют сваренным вкрутую яйцом, а раньше запекали в жаровнях для зайчатины, напоминающих по форме тушку зайца. В Аугсбурге тщательно измельчённый пикантный колбасный фарш заворачивают в блины, такой запечённый «фаршевый штрудель» подают с листовым салатом либо нарезают ломтиками в качестве гарнира в прозрачный суп. Голубцы в Германии заворачивают в бланшированные листья белокочанной или савойской капусты, для начинки в фарш обычно добавляют вместо риса размоченную белую булку или панировочные сухари. В Эшвеге есть собственный вариант голубцов — «капустная головка», которую выкладывают слоями из капусты и фарша в кольцевую форму для ромовой бабы и готовят на пару.
Холодец «зю́льце» (нем. Sülze), по мнению журналиста Вольфганга Херлеса, — необычный элемент немецкой культуры питания, продукт былой бедняцкой изобретательности. Классический студень в Германии варили из свиной головы, отделённое от костей мясо, сало, язык и мозг резали кубиками, в бульон не добавляли желеобразователь, но много уксуса, а также репчатый лук, пряности и маринованные огурчики. Такой рецепт навсегда врезался в память Г. Грасса в лагере, где изголодавшиеся военнопленные слушали курс кулинарии от бессарабского немца — шеф-повара. В 1968 году Грасс написал длинный стихотворный панегирик свиному студню, а в 2006 году рассказал историю того воображаемого приготовления студня в лагере в автобиографическом романе «Луковица памяти». Мясные лавки и пивные в Верхней Франконии по традиции летом предлагают «холодец в тарелке» (нем. Tellersülze): порезанную кубиками варёную свинину, яйцо, лук и маринованные огурцы заливают прямо в тарелках типичным осветлённым перченым кисло-сладким бульоном. Современные рецепты «зюльце» допускают использование желатина, заливное называют также на французский манер «а́спик» (нем. Aspik). В отличие от «зюльце» в «аспике» мясо или рыбу перед заливкой предварительно охлаждают. Популярное заливное — свиное — из отварного мяса, порезанного как на отбивные, с яйцом и маринованным огурцом, застывшего в специальной форме в процеженном и обезжиренном бульоне. Его часто сервируют под ремуладом или соусом тартар с жареным картофелем.
Баранину в Германии едят совсем мало, хотя интерес к ней постепенно растёт. В Германии с бараниной, а точнее ягнятиной обычно варят супы, у кого-то она ассоциируется также с турецким фастфудом, но в целом блюда из баранины считаются редкой и праздничной едой: по традиции немцы едят жареную или тушёную ягнятину на Пасху. Потребление ягнятины на душу населения составляет в Германии в последние годы менее одного килограмма в год, и немалой частью даже эта статистика обязана гражданам Германии турецкого, африканского и ближневосточного происхождения. Около половины потребляемой в стране баранины и ягнятины Германия завозит в небольшом количестве живым поголовьем из Великобритании, Ирландии, Нидерландов, Дании и Польши, но в основном импортная баранина — мороженая, преимущественно из Новой Зеландии и Аргентины, чем, по мнению экспертов, тоже может объясняться равнодушие немцев к этому мясу. Из баранины немецкого производства у гурманов пользуется спросом мясо выращиваемых на севере страны степной и болотной овец, которое наперебой расхваливают шеф-повара региональных ресторанов. Показатели потребления козлятины в Германии, как и в других немецкоязычных странах, столь не значимы, что даже не учитываются отдельной строкой в статистике. Некоторый спрос на деликатесное мясо молодых козлят возникает только в преддверии Пасхи. Редким исключением является осеннее блюдо во Франконии — жаркое из козлятины «боксбратен» (нем. Bocksbraten), известное с XVIII века, которое готовят на кирмес из предварительно отваренного мяса взрослого козла в кислом соусе с травами. Конина в Германии считается совершенно несъедобным продуктом, её потребление, как выяснилось в ходе скандала с кониной в 2013 году, вызывает у немцев отвращение, что Марин Тренк объясняет пищевым табу, возникшим ещё во времена христианизации германцев, в центре языческого культа которых был конь — и как жертвенное животное, и как источник пищи. К лошадям немцы испытывают бо́льшую эмоциональную привязанность, чем к овцам, коровам или свиньям.
Немцы съедают в год около 40 тыс. тонн дичи — оленины, лосятины, кабанины, зайчатины, фазанины и дикой утятины, что составляет в среднем полкило дичи на душу населения в год. Около 30 тыс. тонн поступающей в продажу дичи — местного производства, в основном кабанина, импорт оленины поступает из Новой Зеландии, зайчатины — из Аргентины. В Германии зарегистрировано 350 тыс. охотников, добыча которых реализуется через лесные хозяйства. Для того, чтобы мясо дичи вызрело и приобрело характерный вкус и аромат, называемый в Германии по-французски Hautgout — «высокий вкус», туши долго выдерживают в подвешенном состоянии в холоде. Постную дичь традиционные немецкие кулинарные книги рекомендуют мариновать на шницели и рагу с гвоздикой, можжевеловой ягодой и кориандром и шпиговать салом. В Гессене оленью спинку и оленьи фрикадельки готовят с овечьим сыром, оленью лопатку — в оливковом масле с чесноком, а рагу из мяса муфлона — с овечьим йогуртом и абрикосами. С зайчатиной готовят жаркое, а с заячьими потрохами — рагу «заячий перец». Крольчатину в Германии также относят к дичи, в год в Германии забивают 25 млн кроликов. Среднее потребление крольчатины на душу населения в год составляет 1,5 кг. По данным на 2015 год Германия потребляла 41 тыс. тонн крольчатины в год. Две трети потребляемого в Германии за год кроличьего мяса немцы съедают на Пасху. Наряду с крольчатиной и зайчатиной обычным продуктом в рационе германской бедноты некогда и прежде всего в межвоенный период голубятина, которую ныне в Германии, как деликатес, можно приобрести только по предварительному заказу.
Более половины современных немцев употребляют в пищу только мышечную ткань животных и отказываются от блюд из субпродуктов, которые вызывают у них отвращение, что, с точки зрения Марина Тренка, также является следствием распространения в стране вегетарианства. Предполагается, что христиане пренебрегали внутренностями животных в питании потому, что их ценили древнеримские язычники для предсказаний будущего. В Средние века, когда мясо появлялось на столе только по особым случаям, в пищу употреблялась вся туша животного: сердце, лёгкие, мозги, желудок, вымя, диафрагма и даже кровь. День забоя свиньи в немецких домохозяйствах стал особым событием, его венчал праздничный обед — шлахтфест из традиционных блюд преимущественно из субпродуктов: отварного «котлового мяса» и «забойного блюда» — мясного ассорти с различными видами свежеприготовленных колбас. Оригинальная гастрономическая традиция праздничного застолья по поводу забоя свиньи во франконском Швайнфурте с семью сменами блюд сложилась более полутора веков назад. На севере страны помимо многочисленных видов кровяных колбас готовили «чёрно-кислую подливку», а на юге — «шваас», запечённую кровь со шпигом, чёрствой булкой и майораном. Ещё на рубеже XIX—XX веков блюда из субпродуктов, например, телячья зобная железа в ракушках и копчёный бычий язык, могли присутствовать в свадебном меню, что совершенно немыслимо в современной Германии. Блюда из субпродуктов сохранились в региональных кухнях Германии, преимущественно на юге страны, но и там молодое поколение уже не станет есть потроха.

## Колбасы
Колбаса и колбаски или сосиски занимают в немецкой кухне выдающееся место, она — предмет гордости немцев, с гигантской колбасой длиной в несколько сотен метров мясницкие гильдии прежде устраивали по улицам городов праздничные процессии. Колбаса незаменима даже в коммуникации. Констатируя наступление решающего момента в каком-либо деле, немец скажет: «Речь идёт о колбасе!» (нем. es geht um die Wurst), ведь прежде наградой на сельских состязаниях был именно батон колбасы. Но и для выражения абсолютного безразличия по какому-то вопросу немец вспомнит про неё же: «Мне это по колбасе» (нем. das ist mir Wurst). Именно в таких словах выбирал себе творческий псевдоним поборник толерантности и будущий победитель «Евровидения-2014» Том Нойвирт.
В 2014 году потребление мясных продуктов (колбасы, ветчины и шпига) в Германии составило 2,4 млн тонн, что эквивалентно 29,5 кг на душу населения в год или 81 г — в день. В стране производится более полутора тысяч сортов колбасных изделий. По мысли Вольфганга Херлеса, богатое разнообразие немецких колбас — это оборотная сторона той же немецкой бедности по принципу «голь на выдумки хитра». Колбаса — это мясо для немецкого «маленького человека»: в колбасе дешёвое мясо становится съедобным и даже вкусным, и уж колбасу-то у него с куска хлеба никто не заберёт. Немецкие рабочие предпочитали колбасу ещё и потому, что её можно было купить порционно и сразу съесть. Со времён, когда отставной канцлер Отто фон Бисмарк признавался, что чем меньше люди будут знать о том, как делаются колбаса и законы, тем лучше они будут спать, многое изменилось: принятые в 1974 году федеральным министерством защиты прав потребителей и регулярно обновляемые руководящие положения по мясу и мясным изделиям на 68 страницах детально регламентируют состав каждого из многочисленных сортов колбасы в Германии.
В зависимости от технологии производства, в Германии различают сыровяленые (салями, сервелат, меттвурст — 500 сортов), варёные колбасы (мортаделла, лионская, жёлтая колбаса, боквурсты, франкфуртские сосиски — 800 сортов) и колбасы из термически обработанного сырья (кровяные колбасы, лебервурсты, зельцы — 350 сортов). В Deutsche Welle в свой топ-10 самых популярных немецких колбас внесли карривурст, братвурст, нюрнбергские жареные колбаски, белую, кровяную колбасу, ландъегерь, меттвурст, лебервурст, немецкую чайную колбасу и салями. Обычный колбасный отдел немецкого супермаркета предлагает на выбор около сотни сортов. Среднестатистический немецкий покупатель в супермаркете обычно останавливается на лебервурсте, варёной колбасе и салями. На юге Германии предпочитают варёные колбасы, на севере — сырокопчёные, на западе — ветчину, а на востоке — братвурст. «У населения в регионах сформировалась сильная эмоциональная привязанность к своим традиционным мясным изделиям», — почти лирично отмечает в своём деловом отчёте Германский союз мясников. Разнообразные региональные колбасные специалитеты предлагают многочисленные мясные лавки, но давняя традиция заходить за свежей колбасой ручной вязки в лавку проверенного мясника постепенно угасает под напором телевизионной рекламы продукции промышленного производства с участием звёздных шеф-поваров и телевизионных ведущих.
Германское общество питания рекомендует потреблять не более 600 г мяса и колбасы в неделю и заменять в бутербродах колбасы, содержание жира в которых часто превышает 25 %, ветчиной, в которой содержится 2—5 % жира. По данным объединения региональных центров защиты потребителей Verbraucherzentrale, мужчины в Германии съедают в среднем в неделю 1100 г мяса и мясопродуктов, женщины — 600 г. В Германии колбасы едят «холодными» в бутербродах, а также колбасных салатах в винегретной заправке с репчатым луком, разогревают в кипятке или варят (например, боквурсты или белую колбасу), жарят (братвурсты) в уличных киосках и подают на обед с гарниром в ресторанах (например, мильцвурст, панхас, заумаген или пинкель с грюнколем).

## Молочные продукты
В 2020 году Германия произвела 33,2 млн тонн молока и является крупнейшим производителем молока в Европейском союзе. По данным Федерального министерства продовольствия и сельского хозяйства на 2020 год, молочные продукты в Германии ежедневно потребляют 64 % населения. Среднестатистический немец выпивает ежедневно стакан молока, в точном соответствии с рекомендацией Германского общества питания, потребление на душу населения в 2019 году составляло 51, 5 кг. Кроме того, в Германии часто пьют кофе с ультрапастеризованными «кофейными сливками», и их потребление составляет 4,6 литров в год на человека. По данным репрезентативного опроса, проведённого по заказу Германского союза предприятий молочной промышленности в 2019 году, каждый второй из опрошенных любит молоко или молочные напитки, например, какао. Три пятых опрошенных используют коровье молоко для выпечки (63 %), приготовления блюд (59 %) и улучшения вкуса кофейных напитков (61 %). 55 % опрошенных потребляют коровье молоко с мюсли или кукурузными хлопьями. В восточных землях Германии молоко любят больше, чем на западе страны.
Немецкие сливки чётко подразделяются на «кофейные» (нем. Kaffeesahne, жирностью до 10 %), «для взбивания» (нем. Schlagsahne, от 30 % жирности), которыми начиняют или украшают торты, пирожные и кремовые десерты, а также сдабривают горячие блюда, и «цельные» (нем. Vollrahm, от 45 % жирности), которые точно не свернутся от кислоты и жара и подходят для приготовления соусов. У сметаны по-немецки тоже разные названия в зависимости от жирности: при 10—20 % это «кислые сливки» (нем. saure Sahne), которые годятся для салатных заправок, а свыше 20 % — это уже «шманд» (нем. Schmand), в котором ложка стоит, но с более мягким вкусом, чем французский аналог крем-фреш.
Жир является носителем вкусовых свойств, и многим немцам кажется, что маслом или маргарином любимые бутерброды с колбасой или сыром или булочки с конфитюром не испортишь. Если у немца «всё в масле» (нем. Alles in Butter), значит, дела у него идут хорошо, всё в порядке, как по маслу. По сведениям шеф-повара и кулинарного автора Кристиана Раха, выражение возникло в Средние века, когда хрупкое драгоценное стекло или фарфор для транспортировки в ящиках или бочках заливали растопленным сливочным маслом. На пике борьбы с холестериновыми бляшками среднестатистический немец съедал в 1991 году 6,718 кг сливочного масла и 8,2 кг маргарина. По данным на 2014 год, потребление масла и маргарина несколько сократилось, а сливочное масло было реабилитировано медицинской наукой, взяло реванш над бутербродным маргарином и, солёное и несолёное, вернуло утраченные лидерские позиции на немецком бутерброде. Среднее потребление сливочного масла на душу населения составляло в 2012 году 6,125 кг, а бутербродного маргарина — 4,949 кг. На 2019 год среднее потребление сливочного масла составляло в Германии 5,84 кг.
Творог в Германии относят к свежим сырам и производят преимущественно мягким, не рассыпчатым, из обезжиренного пастеризованного молока. Полученный обезжиренный творог «ма́геркварк» (нем. Magerquark) имеет до 10 % жирности. Более жирные сорта творога, например, сливочный жирностью 40 % получают добавлением в магеркварк сливок. С творогом в Германии готовят так называемые «творожные блюда» (нем. Quarkspeise), преимущественно сладкие, но не только. Творог смешивают с фруктами, яичным желтком, взбитыми белками, сливками и приправляют сахаром, корицей, ванилью и лимонным соком, но также комбинируют с томатом, перцем и цукини. В Бадене и Эльзасе мягкий творог с рубленой зеленью, луком и чесноком — «цыплячий сыр» бибелескес подают с отварным или жареным картофелем. В Рейнгессене свежий сыр смешивают с жирным творогом и приправляют солью, перцем и паприкой; полученной сырной закуске к местному белому вину обычно придают форму бочечной пробки, что и дало ей название «шпундекес». Творог с льняным маслом, блюдо родом из Лужицы, подают с картофелем в мундире, оно, как считается, входило в диету, рекомендованную Гитлеру. Творог — ингредиент сырных пирогов, саксонских творожников и творожных нокерлей (нем. Quarknockerl) — клёцек, запекаемых в духовке. В Баварии творог называют на австрийский манер «то́пфен» (нем. Topfen), и он содержит чуть меньше жидкости, чем «кварк».
В Германии производится 150 сортов сыра. По данным Кристиана Раха, Германия является вторым в мире производителем сыра после США, значительно опережая Францию, занимающую только третье место. Среднестатистический житель Германии съедает 24,1 кг сыра в год. В отличие от французов, немцы к сырам не питают особых чувств, и те влачат существование на выселках немецкой кухни. Немцы едят сыры на хлебе, в бутербродах, а отдельно, без хлеба, их подают только в завершение праздничных обедов. «Немцу сыр — „по колбасе“, а лучший сыр — это колбаса», — формулирует Вольфганг Херлес. «Да всё это сыр какой-то» (нем. das ist doch alles Käse), — скажет немец о чём-то бессмысленном, глупом и ненужном. В отличие от романских стран, где сырное дело развивалось, чтобы утилизировать излишки молока, германские государства вплоть до XIX века испытывали его дефицит, поскольку крупный рогатый скот держали на мясо или как рабочих животных. Поэтому в Германии не сложились традиции производства и потребления сыров. Разнообразие региональных сырных специалитетов простирается от хандкезе и гарцского сыра до корзиночного и нихаймского. В Гессене хандкезе едят «с музыкой»: сыр маринуют в уксусе с вином и рубленым луком и подают с чёрным хлебом под пиво или яблочное вино. Как говорят, музыка становится слышна только после употребления. Немецкие сыры отличаются от других прежде всего своим очень специфическим запахом, к которому требуется привыкнуть. Сырный специалитет из Саксонии-Анхальт — вюрхвицкий мильбенкезе — созревает благодаря сырным клещам. Пахнущий нашатырём мильбенкезе потребляют вместе с живыми клещами, за что его называют «самым живым сыром в мире». В Альтенбурге производят козий сыр с тмином, который так быстро добился признания, что уже в 1814—1815 годах его подавали на Венском конгрессе, а министр иностранных дел Франции Талейран безоговорочно признал его «королём всех сыров». Ещё в 1874 году был запатентован баварский «пивной» сыр вайслаккер из Верхнего Алльгоя. Восемь немецких сортов сыра сертифицированы как региональные продукты Европейского союза. У немецкого сыра по-прежнему наблюдаются проблемы с имиджем, немцы предпочитают заграничные сорта: голландский гауду, французский камамбер, итальянский пармезан, швейцарский эмменталь. 43 % немцев называют любимым сыром гауду, 23 % — камамбер, 17 % — эмменталь и 13 % — буттеркезе. Некоторые выпускаемые в Германии сорта носят иностранные имена: мюнстер, ромадюр, алльгойский эмменталь. Даже тильзитер с его великогерманским названием, с XVIII века числившийся немецкой маркой, в восточнопрусский Тильзит завезли голландские монахи или швейцарские переселенцы из долины Эмме, родины эмменталя. В Баварии производится защищённый по географическому указанию сырный продукт обацда, который следует называть типично немецким только за экономность его производства. Обацда — продукт переработки сырных остатков: камамбер, бри, лимбургер или ромадюр смешивают со сливочным маслом, луком, приправляют перцем, солью и паприкой, иногда светлым пивом или вином, при этом доля сыра в конечном продукте должна составлять не менее 50 %.

## Рыба и морепродукты
В немецкой кухне традиционно доминирует мясо, рыба долгое время воспринималась немцами лишь как неполноценная ему альтернатива, постная пища и дешёвая бедняцкая еда. По данным Союза германских рыболовов на 2018 год, потребление рыбы на душу населения в Германии стабильно держится на уровне 14 кг в год, в то время как в Европейском союзе этот показатель в среднем составляет 25 кг. По сведениям Информационного центра рыбного хозяйства Германии, лидерами в потреблении рыбы среди земель Германии являются Гамбург, Бремен и Шлезвиг-Гольштейн, меньше всего рыбы в рационе жителей Тюрингии, Рейнланд-Пфальца и Баден-Вюртемберга. В последние годы наметилась тенденция роста в потреблении немцами рыбной продукции вне домашних хозяйств, то есть в ресторанах или уличных киосках; дома готовить рыбу немцы не любят, и расходы на покупку рыбы домой снижаются. Домой немцы охотно приобретают замороженные рыбные полуфабрикаты. Большой популярностью, в том числе благодаря рекламе, пользуется британское послевоенное изобретение — рыбные палочки, которые согласно немецкому пищевому законодательству содержат не менее чем на две трети настоящую рыбу, в свою очередь на три четверти — цельное рыбное филе, обычно трески, мерлузы или сайды. Их в Германии немцы съедают в среднем по 23 штуки в год, особой популярностью рыбные палочки пользуются у детей. Настоящий немецкий бестселлер среди замороженных рыбных полуфабрикатов — шлеммер-филе из минтая под панировочной шубой на алюминиевой подложке для запекания в духовке. В замороженном виде в Германии также продают рыбные фрикадельки. В целом, чаще всего из рыбной продукции немцы приобретают: замороженную рыбу (28 %), рыбные консервы и пресервы (28 %), копчёную рыбу (12 %), свежую рыбу (12 %), ракообразных и моллюсков (10 %), рыбные салаты (2 %). Современная Германия обеспечивает себя рыбой только на 25 % и удовлетворяет спрос за счёт импорта из Норвегии, Китая и стран ЕС.
Рыба — скоропортящийся продукт, что до появления эффективных методов консервирования и быстрых видов транспорта также служило препятствием для его массового потребления среди немцев. В рационе горожан речная рыба присутствовала только там, где река протекала за пределами города, в самих городах реки были полны нечистот. В своём сочинении «О делах епископов Эйхштеттских» Аноним из Херридена указывал, что в 1000 году местный епископ отправлял своему вюрцбургскому собрату роскошную белугу, водившуюся в те времена в Дунае и его притоках. В эпоху расцвета средневековой рыцарской культуры в утончённом высшем обществе отказывались от «грубой» жирной свинины в пользу речной рыбы с «благородным» белым мясом. В ходе раскопок в старой части Нюрнбергской крепости, построенной в 1050-е годы при императоре Генрихе III, археологи установили, что придворное общество питалось карпом, щукой и тайменем. Известно, что в те времена чем знатнее были приглашённые гости, тем старше и крупнее должен был быть карп для их угощения. Разведение карпов в прудах знакомо немцам издавна: в 1186 году райнфельдские цистерцианцы запрудили речушку Хайльзау и обзавелись 60 карповыми прудами, в 1339 году Тевтонский орден заложил многочисленные карповые пруды под Мариенбургом. Бранденбургский региональный продукт «пайцский карп» известен с XVI века. Выловленную в море рыбу с древности умели сушить, солить, коптить и консервировать в масле. В позднем Средневековье морская рыба стала появляться на рынках в отдалённых от побережья германских землях. Солёная морская рыба в бочках добиралась с севера вплоть до южногерманских Нюрнберга и Регенсбурга. В середине XIX века бочки с сельдью стали возить по железной дороге.
Наибольшим спросом на рынке рыбной продукции в современной Германии пользуются минтай (19,3 %), лосось (17,3 %), тунец (12,4 %), сельдь (8,9 %) и креветки (7,7 %). Две трети потребляемой немцами рыбной продукции составляет морская рыба. Долгое время в Германии главенствовала сельдь, торговля которой не в последнюю очередь способствовала расцвету Ганзы. В прибрежных районах сельдь обязательно подавали на обед по пятницам. Находчивые немецкие хозяйки во избежание этой монотонности придумали самые разнообразные рецепты. Сельдь солили, коптили, мариновали, жарили в панировке и без, варили, тушили или запекали в золе, с ней готовили заливное. Пепельная среда, когда по традиции едят рыбу, называлась «днём сельди». Жареная сельдь якобы исцелила Мартина Лютера от тяжёлой болезни быстрее врачей. Спрятавшись в сельдяной бочке, бежала из Нимбшенского монастыря в Гримме его будущая супруга Катарина фон Бора. Ценителем маринованной сельди среди знаменитостей был «железный канцлер», давший имя одному из типичных немецких рыбных продуктов — сельди «Бисмарк». На плакатах перед Второй мировой войной маринованная и копчёная сельдь провозглашалась «немецкой народной пищей», тогда это был доступный повседневный продукт питания, который обычно ели с жареной картошкой, квашеной капустой и хлебом. «Селёдочный картофель» — прослоенная солёной сельдью картофельная запеканка, блюдо рейнской кухни. В послевоенные годы консервированные филе сельди в томатном соусе, сардины в масле и жареная сельдь в маринаде считались дешёвой студенческой едой, но в современной Германии на лов рыбы действуют ограничения, и сардины и сельдь поднялись на уровень деликатесов и выросли в цене. Ныне лучшие рестораны Гамбурга предлагают блюда высокой кухни из сардин, а федеральный канцлер Ангела Меркель угощала маринованной сельдью «Бисмарк» высокопоставленных гостей. Рыбные булочки с филе маринованной сельди, сервированным с репчатым луком на листе салата, обычно продаются в киосках уличного фастфуда. Селёдочный салат в Германии обычно готовят с яблоком и варёным яйцом и заправляют майонезом со сливками, он бывает «белым» и «красным», если ещё и со свёклой. Такой селёдочный салат со свёклой по маминому рецепту — любимое блюдо в сочельник у премьер-министра Баварии Маркуса Зёдера. Из филе маринованной сельди скручивают рольмопсы с маринованным огурцом — и это уже популярное средство от похмелья.
Немаловажное значение в немецкой рыбной кухне имела и другая морская рыба — треска, ценившаяся ещё со времён викингов в пресно-сушёном виде. В романе Г. Грасса «Камбала» епископ любил вкусить легендарный постный рыбный суп из «пяти пучеглазых голов балтийской трески», которые отваривали с янтарными бусами. Мелкая балтийская треска была дешёвым и доступным продуктом, обычно её томили на малом огне с белым вином, в конце в бульон добавляли огурцы и укроп и посыпали креветочным мясом. Самое типичное немецкое блюдо из трески — в горчичном соусе, и подавать рыбу с горчичным соусом, по сведениям гастрономического критика Вольфрама Зибека, является одним из немногих изобретений немецкой кухни, которым можно гордиться. В Передней Померании и в особенности на острове Рюген в мае, после сельди, наступает сезон местного деликатеса «майской рыбы», «рыбы-рога» или «рогатой щуки» — саргана, его тоже коптят и жарят. Сарган запоминается приезжим необычным зеленовато-голубоватым цветом костей, в которых откладывается биливердин, продукт разложения гемоглобина, а по местной легенде это просто бог создавал саргана в нетрезвом состоянии. На май на Северном море приходится и сезон молодой «майской камбалы», и самым популярным рецептом её приготовления является гамбургский — по-финкенвердерски, жаркой или запеканием со шпигом. В немецкой гастрономии понятия «жареная» (нем. Bratfisch) и «запечённая рыба» (нем. Backfisch) во многом синонимичны, подразумевая термическую обработку в горячем масле или жиру, и разграничиваются скорее наличием панировки или кляра, чем методом приготовления — на сковороде или в духовом шкафу. В панировке обычно зажаривают целиком мелкую рыбку, и поэтому «бакфиш» в переносном смысле означает также «девочка-тинейджер». По сведениям Д. С. Лихачёва, к началу XX века это немецкое слово бытовало в среде петербургской полусветской молодёжи для обозначения девочек-подростков, «становящихся барышнями».
Главным источником речной рыбы в Германии был Рейн. Рейнского лосося живьём развозили во все уголки страны и потрошили уже на рынках. Швабское море знаменито своими деликатесными сигами, которые упоминались в городском уставе тирольского Больцано ещё в 1437 году. Боденских сигов жарят, готовят на пару и коптят. Рекордный вылов 1200 тонн сигов из Боденского озера зафиксирован в 1977 году в экологически неблагоприятной обстановке на пике концентрации фосфора из сточных вод, спускаемых в озеро, который вызывал неконтролируемый рост планктона. Благодаря появлению более эффективных очистительных установок вода в Боденском озере стала чище, а популяция сигов значительно меньше, и в 2020 году было выловлено лишь 200 тонн. Рыболовство на Боденском озере находится в упадке, имеются проекты искусственного разведения сигов, а туристов зачастую угощают импортной рыбой. Фаворитом немецких блюд из речной рыбы является жареная ручьевая форель по-мельничихински. Кумжа и завезённая из США радужная форель, выращиваемые в богатых кислородом прохладных водах горных ручьёв, рек и озёр Шварцвальда, с 2012 года имеют защищённое географическое указание в ЕС. Рыбоводство в Шварцвальде стало развиваться с конца XIX века, когда истощились естественные ресурсы. В долину баденского Эльца не раз приезжал ловить форель страстный рыболов Э. Хемингуэй. Он рыбачил контрабандой и потому всегда держал наготове долларовые купюры, чтобы откупиться от рыбоводов. Шварцвальдскую форель не только жарят и запекают, но и коптят на буковых и ольховых дровах, она особенно вкусна с пылу с жару, остывшую копчёную форель в Шварцвальде перед употреблением принято разогревать в духовом шкафу, чтобы полностью раскрылся аромат. На севере Германии традиционно коптят угря, особенно ценным считается копчёный угорь из Штайнхудского моря в Ганноверском регионе. Копчёного угря положено подавать с чёрным хлебом и есть руками, свежего угря тушат под укропным соусом. Типичное рыбное блюдо в берлинской кухне — отварной хафельский речной угорь в зелёном шпревальдском соусе. Жареный или запечённый карп — типичное рождественское блюдо, его продажи в сезон составляют 60 % годового объёма. Карпа, а также угря, щуку и линя также варят «голубыми» с уксусом, судака в Германии готовят на маринованной с вином капусте, а из щуки в Бадене готовят клёцки под сливочным соусом.
За исключением чёрной икры из осетров, выращиваемых в гессенской Фульде, и устриц с отмелей на севере Зильта, производство которых из импортируемого из Ирландии молодняка было налажено к середине 1980-х годов, дорогостоящие морепродукты Германия импортирует. Немцы в своём большинстве видят в потреблении привозных омаров и лангустов декадентское мотовство. Коммунистке Саре Вагенкнехт даже пришлось обманным путём через ассистентку выманивать цифровую камеру у коллеги по Европейскому парламенту Фелекнас Уджи, чтобы стереть компрометировавшие её фото за столом с омарами в страсбургском ресторане. Исчезающий немецкий рыбный деликатес — закручивающиеся копчёные брюшки катрана носят название «локоны Шиллера».
На территории Германии издавна водились в изобилии крупные речные раки, которых называли «омарами Северных Альп». Их отваривали в воде, вине или уксусе и подавали с вишнёвым соусом. В берлинских озёрах и реках их водилось так много, что ещё каких-то сотню лет назад раки были основным продуктом питания местной бедноты. Признанные гастрософы О. фон Ферст и Т. Фонтане терялись, кому же отдать предпочтение — раку или омару. Но в 1860-е годы в реки запустили американского рака, переносчика рачьей чумы, а в XX веке немецких раков добило загрязнение воды. Ныне Германия импортирует речных раков из Турции и Андалусии. Современный немецкий ракообразный продукт — мелкая скоропортящаяся коричневая креветка, которую вылавливают донным тралом на мелководье Северного моря и сразу отваривают. Из трёх килограмм креветки, солидно именуемой там «крабом», после чистки остаётся один килограмм съедобных шеек, которые добавляют в салат-коктейли, яичницы и бутерброды на пумперникеле. В Бюзуме из местной креветки готовят фирменный «крабовый» суп на рыбном бульоне с репчатым луком и морковью, приправляемый белым вином и сливками, знаменитый бюзумский суп в консервных банках не стесняются фальсифицировать в Дании. В эпоху глобализации 90 % выловленной и отваренной на Северном море креветки замораживают и везут автомобильным транспортом на ручную чистку в Марокко. Деликатес рейнской кухни — мидии — ещё в начале XX века завозили зимой с немецкого и голландского побережья Северного моря в Рейнско-Рурский регион для бедняков и нуждающихся.

## Гарниры
К чему воспевать розу, аристократ ты этакий? Воспой демократический картофель, которым кормится народ!
И чем же немец лучше славянина?

Не тем ли, что куда его судьбина

Не кинет, он везде себе найдет

Отчизну и картофель?.. Вот народ:
Тут подлинно был я встречен всей

Старогерманской кухней.

Капусте квашеной — привет!

Какой благородный дух в ней!
У немцев чёткий порядок соблюдается и на обеденной тарелке: блюдо традиционно состоит из трёх основных частей с чётко определёнными функциями. За название и вкус блюда отвечает ограниченная часть — порция мяса или рыбы. Далее к ней полагается гарнир из овощей или салата, отвечающий за полезность блюда. Третья часть — «насыщающий гарнир» (нем. Sättigungsbeilage), углеводный наполнитель блюда — картофель, клёцки, макароны, рис. В домашней еде этот питательный гарнир — вообще самый главный, ведь в трудные времена от первых двух частей блюда можно и отказаться. Термин «насыщающий гарнир» появился в кухне ГДР и прижился в объединённой Германии.
Картофель — один из основных продуктов питания в Германии. Немецкое слово Kartoffel появилось в результате диссимиляции заимствованного у итальянцев слова Tartuffel (от староитальянского tartufolo — «трюфель») и уже в этой форме проникло в XVIII веке в русский язык, а самих немцев в России соответственно прозвали картофельниками. Южноамериканские клубни появились в Европе в XVI веке, но ещё в середине XVII века Фридрих Великий всеми правдами и неправдами в течение десятилетий насаждал картофелеводство в Пруссии в целях борьбы с массовым голодом. 24 марта 1756 года он издал так называемый «картофельный указ», которым обязал всех прусских чиновников вести среди крестьян соответствующую разъяснительную работу. В поездках по стране король Пруссии подавал пример подданным и питался в их присутствии исключительно картофелем. Немецким детям в школе рассказывают историю о том, как прусский король, не добившись ничего уговорами, повелел приставить к картофельному полю вооружённый караул, провоцируя крестьян воровать «чёртовы фрукты». Благодарные немцы спустя уже 230 с лишним лет приносят на могилу прусского монарха в Сан-Суси картофельные клубни. Поэтические строки, популяризировавшие потребление картофеля утром, днём и вечером отварным, в пюре и мундире, написали, как считается, оба веймарских классика — и И. В. Гёте, и Ф. Шиллер. «Песнь картофелю» сочинил М. Клаудиус, призвав отказаться от французских паштетов и лягушек. В XIX веке картофель был основным продуктом питания у беднейших слоев населения, что обусловило появление самых разнообразных немецких картофельных блюд. Повышение цен на картофель в Берлине в 1847 году послужило поводом для картофельной революции, рассматриваемой в историографии как предвестие Мартовской революции 1848 года.
Современная Германия лидирует на внутриевропейском рынке производства картофеля (8,9 млн тонн в 2018 году), но 70 % урожая отправляется на экспорт. В прежние времена без картофельного пюре, картофеля в мундире, отварного и жареного картофеля на гарнир не обходился ни один немецкий обед: в 1950-е годы немцы съедали в среднем по 202 кг картофеля в год. По данным Федерального министерства продовольствия и сельского хозяйства, в 2018 году среднее потребление картофеля на душу населения составляло 60,6 кг, более половины из которых — в готовых продуктах из картофеля (картофель фри, картофельные клёцки и чипсы). Молодое поколение немцев меньше готовит дома и уж если готовит, то предпочитает на гарнир более удобные в приготовлении макароны или рис, ведь картофель надо ещё почистить. Кроме того, в эпоху отказа от углеводов картофель прослыл немодной «бедняцкой едой». По показателю среднего потребления картофеля только в ЕС Германию опережают Латвия, Польша и Греция, не говоря уже о России, Украине и Белоруссии. Но слава любителей картофеля уже закрепилась за немцами и нашла отражение в прозвище «картошка» или «немецкая картошка», которое используют в отношении коренных немцев граждане ФРГ «мигрантского происхождения». От «враждебности к немцам», сквозившей в этом прозвище, предостерегала в 2010 году на ARD федеральный министр по делам семьи Кристина Шрёдер. В 2018 году в национальной футбольной сборной Германии на фоне скандального ухода из неё Месута Озиля обнаружились две группировки: «картошек» — этнических немцев и «канаков» — «мигрантского происхождения». В 2019 году сеть супермаркетов EDEKA обыграла прозвище в шутливом рекламном ролике о «бизнесе с картошкой» на тему профориентации.
В Германии сертифицировано более двухсот сортов картофеля. Около половины немецких домохозяйств предпочитают такие слегка разваривающиеся сорта, как «гала» или «агрия», а также неразваривающиеся, как «белана», и готовят из них картофельные гарниры, салаты и добавляют в супы. Почищенный и порезанный на куски картофель, сваренный в подсоленной воде, называется у немцев не отварным, а «солёным» (нем. Salzkartoffel). Немецкие хозяйки часто отваривали картофель чищеным или в мундире накануне, и на следующий день при обжарке у них получались в зависимости от добавленной пряности картофель с укропом, картофель с петрушкой или картофель с тмином на гарнир. Картофельный салат — популярный гарнир к любому блюду. В Швабии картофельный салат готовят из ещё горячего отварного картофеля с рубленым репчатым луком и заправляют не майонезом, а горячим мясным бульоном с растительным маслом и уксусом и едят полутёплым. Рассыпчатые сорта картофеля с большим содержанием крахмала, как «аманда» или «карлена», которые приобретают только 10 % немцев, идут на пюре, крокеты, клёцки, оладьи и запеканки. С начинкой из картофеля с луком и пряностями готовят картофельный штрудель. На юге Германии готовят картофельную колбасу и картофельный сыр. Самое любимое блюдо немцев — жареный картофель — готовят со шпигом и репчатым луком как из сырых клубней, так и из предварительно отваренных в мундире. В любом из этих вариантов жареный картофель должен быть обязательно хрустящим, с румяной корочкой. Жареный картофель — настолько привычная для немцев еда, что в голодные годы Первой мировой неперспективные внебрачные отношения, в которые вступал немецкий мужчина ради регулярного горячего обеда, назвали «отношениями на жареной картошке» (нем. Bratkartoffelverhältnis). Из обжаренного картофеля с яйцом и остатков жаркого рачительные немцы готовят крестьянский завтрак и хоппель-поппель. Тёртый отваренный картофель, смешанный с мукой и иногда яйцом и обжаренный на растительном или топлёном масле, называется картофельшмаррн и подаётся гарниром к мясным блюдам в Нижней Баварии и Верхнем Пфальце. Картофельные оладьи в Германии готовят с репчатым луком и подают со сладким густым яблочным муссом, яблочной пастой или квашеной капустой. По реке Майн проходит так называемый «экватор клёцек», южнее которого, как считается, и проживают их любители. Немецкие картофельные клёцки или кнедли помимо этих двух основных равноправных названий имеют в Тюрингии, Саксонии и Франконии региональные варианты «хютес», «хебес», «кнёлла», «глеес»; их готовят из тёртого сырого и отваренного накануне картофеля в разных пропорциях по строго прописанным правилам. Чем больше в тесте картофеля, тем нежнее и мягче получаются клёцки. Тесто для больших тюрингенских клёцек-шаров на две трети состоит из сырого тёртого и отжатого картофеля и одной трети размятого отварного картофеля, а сами клёцки начиняют обжаренными на сливочном масле кубиками белого хлеба и томят в течение 20 минут в подсоленном кипятке. В тесто для клёцек из тёртого отварного картофеля добавляют муку и яйца. В охотничьих клёцках к тёртому отварной картофель дополняют мелко рубленные лисички, тёртый репчатый лук и петрушку. Помимо картофельных, клёцки в Германии готовят мучные и хлебные. В Баварии, к югу от «экватора клёцек», резать их ножом — обидеть приготовившую их хозяйку, «отрезать ей честь», ведь она решит, что клёцки получились жёсткими, а правильно приготовленные клёцки легко разделяются вилкой.
Путешествовавший по Европе М. де Монтень, находясь в 1580 году в Линдау, подметил у немцев «большое изобилие кочанной капусты, которую они мелко рубят особым орудием, и, нарубив таким образом, набивают её с солью в кадки, а затем всю зиму готовят с ней похлебки». В те времена современная шутливая зарифмованная формула прощания «Живи хорошо, ешь капусту» (нем. Leb wohl, iss Kohl) была полезным житейским советом. Ещё в XII веке Хильдегарда Бингенская утверждала, что квашеная капуста лечит язвы, воспаления, подагру, головные боли и похмелье. Богатая витаминами и минеральными веществами квашеная капуста «за́уэркраут» (нем. Sauerkraut) ныне считается почти что национальным блюдом Германии и незаменимым гарниром, в особенности в зимнее время и на юге Германии. Поэт рыцарской романтики Л. Уланд в песне, воспевающей свинину и свежие колбасы, не смог обойтись без «благородной квашеной капусты», настоящей немецкой еды, потому что её первым создал немец. В его воображении белая и нежная колбаска возлежит на капусте, будто Венера в розах. Квашеная капуста — не немецкое изобретение, хотя, возможно, именно немцы проявили заметную креативность как в выращивании разнообразных сортов капусты, так и в её приготовлении. Баденский вариант зауэркраута — деликатесный фильдеркраут с защищённым в ЕС географическим указанием из более мягкой и нежной острокочанной капусты (нем. Spitzkohl) сорта Brassica oleracea var. capitata f. alba, выращиваемой на плодородной возвышенности Фильдер к югу от Штутгарта и включённой в «Ковчег вкуса» слоуфуда. В Баварии, Баден-Вюртемберге и Северном Рейне — Вестфалии сытные мясные блюда действительно не обходятся без кислой капусты, но в действительности же больше всего «зауэркраута» согласно статистике потребляют во французском Эльзасе, где редкое ресторанное меню не включает фирменный шукрут.
Квашеная капуста знакома немцам с самого детства: у В. Буша во второй проказе «Макса и Морица» тётя Больте спускается в подвал набрать себе тарелку любимой кислой капусты к жареным цыплятам, а бабушка в детской книге «Разбойник Хотценплотц» О. Пройслера часто кормит внуков жареными сосисками с картофельным пюре и квашеной капустой. Ныне немцы сами капусту обычно уже не заквашивают, а приобретают готовую: бочковую на развес — на рынках или консервированную — в супермаркетах. В классическом рецепте перед употреблением квашеную капусту тушат около получаса в небольшом количестве бульона или воды и жира с пряностями — лавровым листом, тмином, можжевеловой ягодой, гвоздикой, семенами фенхеля, майораном, а также эстрагоном, чабером и сахаром. В зависимости от региона могут появляться дополнительные ингредиенты: репчатый лук, яблоко или виноград, например, в Гессене добавляют яблочный сок, во Франконии — нарезанное яблоко, а в Тюрингии — пиво. Квашеную капусту готовят с макаронными изделиями, с ней делают запеканки, а в Баварии — даже пиццу с леберкезе. В современной Германии кислая капуста, пройдя период падения до уровня «еды для бедных» или в лучшем случае «регионального специалитета», переживает новый подъём, удостоившись внимания шеф-поваров звёздных ресторанов. Признанные немецкие мастера высокой кухни Альфонс Шубек и Томас Мартин публикуют элегантные рецепты квашеной капусты, тушенной в шампанском.
Презрительное прозвище «крауты» (англ. krauts), производное от немецкого «зауэркраут» и похожее на русское фронтовое «фрицы», по наиболее популярной версии, дали солдатам противника в середине Первой мировой войны британцы, а затем его переняли американцы. Одна из версий объясняет его тем, что консервированная квашеная капуста входила в провиант немцев в войнах XIX и XX веков. Тем не менее, Ж. Верн ещё в «Пятьсот миллионов бегумы» 1879 года обзывает краутом отвратительного немецкого промышленника Шульце. Комический эффект прозвища основывался на том, что у любителей квашеной капусты может быть только совершенно примитивный уровень кулинарного искусства. Прозвище оказалось живучим и иногда скатывается в этнофолизм: Э. Хемингуэй в 1955 году начинал письмо к Марлен Дитрих обращением «милая Краут», голливудскую звезду Эльке Зоммер американский журнал The Saturday Evening Post в 1960-х нарёк «кислокапустной Бардо», западногерманский экспериментальный рок в начале 1970-х окрестили «краутроком», экранизации романов К. Мая — «краутвестернами», а знаменитую немецкую теннисистку Штеффи Граф в 1990-е величали «мисс Кислая Капуста».
Макаронные изделия появились в немецкой кухне в XVI веке из Италии, куда их завёз из Китая Марко Поло. В 2017 году потребление макаронных изделий на душу населения в Германии составляло по данным маркетинговой компании Mintel 8,4 кг в год. Две трети населения Германии потребляют макаронные изделия не менее одного раза в неделю. Для 38 % немцев макароны — самая любимая еда. Германия — четвёртый по размеру рынок макаронных изделий после Бразилии, России и Италии. Самый любимый сорт макаронных изделий — спагетти, а самое любимое блюдо — спагетти болоньезе и спагетти с томатным соусом. Этнологу Марину Тренку спагетти болоньезе, эта «гора углеводов, приличная порция мяса и соус в изобилии», видится ярким примером немецкой гастрономической культуры. По мнению исследовательницы зарубежного влияния на немецкую кухню Марен Мёринг, популярность, которую обрели спагетти болоньезе в Германии, объясняется соответствием этого итальянского блюда немецкой концепции основного блюда — мяса с «насыщающим гарниром». Помимо спагетти немцы чаще всего покупают фузилли, лапшу, трубчатые макароны и суповые макаронные заправки. Салат из макаронных изделий «нудельсалат» (нем. Nudelsalat) с консервированным горошком, кукурузой и огурцами под майонезом популярен на уличных гуляньях и пикниках. Неаполитанские «макароны всех сортов из нежного, хотя и круто замешанного теста» на «всегда самой лучшей муке», которые подают с тёртым сыром, И. В. Гёте популяризировал в своём «Итальянском путешествии» ещё в 1787 году, но их время в Германии наступило только в ходе послевоенной «итальянизации» питания в ФРГ в 1950-е годы. Благодаря модным кулинарным книгам, итальянским ресторанам, воспринимавшимся как окно в мир, и популярным в то время в Западной Германии фильмам, действие которых разворачивалось во время отдыха в Италии, немцы выучили, чтобы не опозориться за границей, что длинную вермишель «шпагетти» надо варить в подсоленной воде, не ломая, до готовности «альденте» и поедать, не разрезая ножом на части, а накручивая на вилку. До этого в Германии была распространена исключительно яичная лапша, считавшаяся более питательной и тем самым более ценной, чем итальянские макаронные изделия из твёрдых сортов пшеницы. В Швабии тесто для традиционных макаронных изделий шпецле готовят вязкотекучим, его не вымешивают, а натирают и измельчают на специальной тёрке или шинковке. Наряду со шпецле на юге страны из теста на ржаной или пшеничной муке катают похожую на ньокки «пальчиковую лапшу» с острыми кончиками, известную ещё ландскнехтам в Тридцатилетнюю войну, позднее муку в шупфнуделях заместили более дешёвым отварным картофелем.
Рис в немецких блюдах — лишь альтернативный гарнир картофелю и макаронным изделиям к мясу и рыбе. Немцы потребляют рис также в интернациональных блюдах: ризотто, карри или суши. Гречка, «буковая пшеница» (нем. Buchweizen), потому что её зернышки напоминают буковые орешки, в современной Германии как гарнир не встречается, в одном ряду с киноа и амарантом воспринимается экзотикой для безглютеновой диеты и известна разве что в виде гречневой муки, из которой пекут блины и бисквитный торт, а в Вестфалии ею загущают фарш местной колбасы панхас. Крупа была позаимствована немцами у славян во времена колонизации земель на востоке и получила распространение в Нижней Саксонии, Вестфалии и Айфеле, гречиху также выращивали на корм свиньям. В XVIII веке гречку в питании немцев практически полностью вытеснил более сытный картофель.

## Овощи и грибы
По данным опроса на 2020 год, 70 % населения Германии ежедневно потребляют овощи и фрукты, причём этот показатель среди немецких женщин составляет 82 %, а среди немецких мужчин — 58 %. Вегетарианцев и веганов среди немцев почти 10 %. По результатам исследования Евростата, проведённого в 2016 году в 27 странах ЕС о том, насколько их население соблюдает рекомендацию ВОЗ о пяти необходимых в здоровом питании ежедневных порциях овощей и фруктов, Германия заняла только 19-е место. Рекомендации ВОЗ в Германии придерживалось только 9,9 % опрошенных, что ниже среднего уровня по ЕС в 14,1 %, в то время как эти показатели у лучших составили: Великобритания (33,1 %), Дания (25,9 %) и Нидерланды (25 %). Самый любимый немцами овощ — томат, его потребление на душу населения в 2018 году, включая томатную пасту и кетчуп, составляло 27,9 кг в год. Солёные, квашеные или маринованные помидоры немецкой кухне не известны. Среднее домохозяйство в Германии приобрело в 2019 году 11 кг свежих помидоров. Потребление помидоров в Германии значительно возросло в 1990-е годы с появлением сортов на ветке, современные предпочтения немцев — снэковые сорта томатов с мелкими, ароматными и сладкими плодами, «как конфетки, но полезные». Собственный урожай томатов в 2018 году на площадях в 398 га составил 103 тыс. тонн и обеспечивает лишь 12 % потребления, и значительные объёмы томатов (695 тыс. тонн в 2019 году) Германия импортирует прежде всего из Нидерландов, а также из Испании, Бельгии, Марокко, Италии, Польши, Франции и Турции.
Второе место в рейтинге популярности овощей в Германии занимают корнеплоды — морковь и свёкла (10,7 кг в год), третье — репчатый лук (8,7 кг). Свёкла известна немцам преимущественно консервированной целиком или дольками — отваренной и маринованной в уксусе с пряностями — и популярна на севере страны: её добавляют в салаты, без неё не обходится гамбургский лабскаус. Германия располагает самыми большими в мире площадями по выращиванию кольраби, немцы являются и чемпионами мира по её поеданию. Немецкое название стеблеплодного овоща «капустная репа» заимствовано помимо русского ещё английским и японским языками, а сам весенний овощ считается «типично немецким». Из кольраби немцы любят готовить салат с морковью и редисом, а также загущённый мукой пюреобразный гарнир, запеканки и вегетарианский шницель в панировке. В Бранденбурге из местного сорта менее известного корнеплода турнепса готовят «тельтовские репки», тушенные в сливочном масле с карамелизированным сахаром, слава которых докатилась до Франции. Этот деликатес известен в Германии с XVII века, репки из Тельтова заказывал себе в Кёнигсберг И. Кант, а И. В. Гёте в Веймар их присылал друг-музыкант К. Ф. Цельтер. Репу в Германии пускали в пищу не только в корешках, но и вершках, для этого её сажали так плотно, чтобы не образовывалось корнеплодов. Такую, ныне почти забытую листовую репу (нем. Rübstiel — букв. «черешковая репа» или нем. Stielmus — букв. «черешковое пюре») на Нижнем Рейне добавляли в айнтопф или бланшированной подавали на гарнир в горячем сливочном соусе к рыбе или голубям. На юге Германии местную редьку «ради», нарезанную специальной винтовой резкой и обильно посыпанную солью, чтобы она дала сок, подают с брецелями или хлебом с маслом на закуску к пиву. Некогда популярная брюква сдала свои позиции в рационе немцев картофелю и чётко ассоциируется с голодом в военное лихолетье: зима 1917 года вошла в историю страны как брюквенная. С припускания репчатого лука в немецкой кухне начинается процесс приготовления многих блюд, кроме того из лука немцы готовят пирог, а в Сааре, Пфальце и Бадене — и тарт фламбе. В Германии также готовят луковые супы: пфальцский луковый, на основе ру с белым вином и сливками, или рейнский луковый, с гаудой и меттвурстом.
Потребление на душу населения свежих огурцов составляет 6,5 кг в год, и они занимают четвёртую строчку рейтинга самых популярных овощей. Огурцы особенно популярны в берлинской кухне, по мнению Вольфрама Зибека, благодаря её взаимодействию со славянскими традициями питания. Молодые, незрелые огурчики из Шпревальда, маринованные в уксусе с пряностями, были известным брендом в ГДР и остаются типичным немецким специалитетом в современной Германии. С подачи берлинских купцов «временем солить огурцы» (нем. Sauregurkenzeit) с XIX века называют в Германии период отпусков, летнее затишье в деловой и политической жизни. Любовь немцев к солёным и маринованным огурцам известна за океаном: рождественская традиция, связанная с ёлочной игрушкой «огурец», считается в США исконно немецкой, хотя 91 % немцев согласно опросу о таком обычае не имеют никакого представления. Перезрелые толстые огурцы желтоватого оттенка с толстой кожурой в Германии называются «тушёными» (нем. Schmorgurken): их обычно тушат очищенными от кожуры и семян с молоком или сметаной и приправляют укропом. Порезанную длинными кусочками мякоть зрелых огурцов также консервируют в маринаде с уксусом, солью, сахаром и горчичным семенем, и такие огурцы в Германии называются «горчичными» (нем. Senfgurken).
Белокочанную капусту большинство немцев потребляют квашеной, в свежем виде её знают разве что как ингредиент дёнер-кебаба, а не в салате с яблоком. Её среднее потребление в Германии вместе с краснокочанной составляет 5,2 кг в год. Краснокочанная капуста, тушенная в красном вине с яблоком и уксусом, — классический гарнир к рождественскому гусю. Альфонс Шубек отмечает, что красную капусту особенно любят в тех регионах Германии, где ценится хрустящее жаркое из гусей или уток. Краснокочанную капусту также добавляют в салаты в сыром или пассерованном виде. В Германии на выращивании капусты с конца XIX века специализируется район Дитмаршен в Шлезвиг-Гольштейне, прославившийся как «капустохранилище Германии»: поля общей площадью более 3 тыс. га, на которых помимо белокочанной произрастают также краснокочанная, цветная и савойская капуста, дают урожай в 80 млн кочанов и являются самым крупным специализированным регионом возделывания капусты в Европе. На севере Германии также выращивают кудрявую капусту — листовую, не образующую кочанов. Урожай так называемой «фризской пальмы» собирают после первых заморозков до конца февраля. Посадки кудрявой капусты занимают в Нижней Саксонии 500 га. Самое известное блюдо из кудрявой капусты — грюнколь: капусту бланшируют, а затем тушат с репчатым луком, шпигом и овсяными хлопьями и сервируют с отварным картофелем к касселеру или колбаскам — традиционно крупяному пинкелю, сыровяленым брегенвурсту или специальной капустной колбасе. В зимнее время в Нижней Саксонии и Бремене популярны так называемые «капустные поездки» — семейные выезды большими компаниями на природу, включающие прогулку по полям, развлекательные конкурсы для детей и алкоголь для взрослых с традиционной ручной тележки и обязательный грюнколь на обед в загородном ресторанчике. В прибрежных районах Нижней Саксонии овощем считается произрастающая на затопляемых морем лугах дикая «трубчатая капуста» (нем. Röhrkohl) — приморский триостренник, из которого готовят айнтопф, а также гарнир, похожий на грюнколь. Сбор растения, находящегося под угрозой вымирания, разрешается только местным жителям для личного потребления. На востоке Германии, в бранденбургском Пригнице, есть своя кулинарная гордость — пряное ассорти разных видов капусты с черешневыми и виноградными листьями, появившееся ещё в голодные годы Тридцатилетней войны.
Согласно статистике Федерального министерства продовольствия и сельского хозяйства, потребление спаржи в Германии составляет в среднем 1,7 кг в год на человека, но именно её в Германии с лёгкой руки И. В. Гёте именуют «царицей овощей». Ни под один овощ в Германии не отдают столько посадочных площадей, урожай белой спаржи в стране составил в 2017 году 127,8 тыс. тонн, но и его не хватает, и Германия импортирует белую спаржу из Греции, Испании, Италии и Перу. В самом известном «спаржевом» регионе Германии Шветцинген спаржу выращивают на протяжении более 350 лет. В 1668 году курфюрст Пфальцский Карл I Людвиг повелел посадить спаржу в саду своего дворца. В 1990 году на площади у Шветцингенского дворца установили памятник торговке спаржей работы Франца В. Мюллер-Штайнфурта. В Нижней Саксонии под Нинбургом спаржу выращивают на 964 га, в городе, который носит прозвище «Спаржевый город», есть спаржевый фонтан, музей спаржи и спаржевый фестиваль. Талисман бранденбургского Белица, чья спаржевая история началась в 1861 году, — побег белой спаржи Шпарголино. Спаржевый фестиваль проводится в Белице в первые выходные июня, в местном музее угощают спаржевым салатом, спаржевым супом и спаржевым шнапсом. Немцы любят сладковатую с горчинкой белую спаржу, стебли которой выращивают под длинными насыпными земляными холмами, накрытыми плёнкой, в то время как в других странах предпочитают более травянистую на вкус зелёную или лиловую спаржу, растущую на солнце. После чистки спаржу отваривают в подсоленной воде и в классическом варианте подают с отварным картофелем под голландским соусом или топлёным маслом к ветчине или копчёному лососю. Белая спаржа — элемент гастрономической культуры немцев с признанным статусным характером. В давние времена белая спаржа считалась декадентской роскошью для богачей, но и по сей день демократизированная в последние десятилетия спаржа считается деликатесом, и бережливые немцы не скупятся на «белое золото» по цене от 6,7 до 9,5 евро за килограмм. Экономные немецкие бабушки сохраняют тонкие очистки спаржи для спаржевого супа с мучной пассеровкой на следующий день. Спаржу принято есть вилкой и ножом, но гурмэ старой школы едят её руками: держа правой рукой за низ побега и поддерживая его посередине вилкой в левой руке, откусывают от верхушки. В сезонные приблизительно три месяца весны и лета белая спаржа должна быть на столе, и это в Германии неписаный закон, ритуал и культ. В это время её подают практически в любом ресторане. Белая спаржа была одним из любимых блюд И. В. Гёте, он часто передавал спаржу, выращенную в отцовском винограднике под Франкфуртом, для своей подруги Шарлотты фон Штейн. В августе 2012 года у протокольной службы Ведомства федерального канцлера случился прокол: президента Франции Франсуа Олланда во время его визита в Берлин угощали свиным жарким со спаржей, которую он не любит, да ещё и под соусом олландез.
Во Франконии с XVII века выращивают «зимнюю спаржу» — подзабытый ныне «чёрный корень». В очищенном виде козелец похож на белую спаржу, и подают его так же — к ветчине под белым соусом, но он имеет иной, более интенсивный ореховый привкус. В баварском Халлертау ранней весной наступает сезон «хмелевой спаржи»: похожие на спаржу молодые подземные ростки хмеля, по сути отходы хмелеводства, имеют слегка горьковатый землистый вкус, как у зелёной спаржи или брокколи, и употребляются в пищу в Германии ещё с VIII века. Из деликатесного и дорогостоящего «хмелевого овоща», некогда бедняцкой еды, готовят салаты под пивным маринадом, его пассеруют со сливочным маслом и луком на гарнир к рыбе и жарят в кляре во фритюре.
Большую часть бобовых Германия импортирует. Посадки фасоли и гороха занимают в Германии менее 10 % открытых возделываемых площадей, урожай с которых поступает в продажу в свежем виде или перерабатывается в продукты глубокой заморозки и овощные консервы. Сухие бобовые в Германии на 2011 год были практически без исключения импортные: горох — из Канады, России, США и Франции, фасоль — из Китая, Мьянмы и США, чечевица — из Канады, Австралии, Турции и США. С бобовыми в Германии готовят сытные и бюджетные айнтопфы, которые так и называются в зависимости от основного ингредиента: гороховый, фасолевый и чечевичный. Конские бобы, а по-немецки — «свиные», обычно считающиеся кормовыми, сохранились в региональных рейнской и вестфальской кухнях под названием «толстые бобы» (нем. dicke Bohnen) и ныне возведены в ранг деликатеса, молодые конские бобы тушат со шпигом, добавляют в айнтопф, из них готовят пюре. Посадки конских бобов для потребления людьми в Северном Рейне — Вестфалии составляли в 2018 году 599 гектаров, с которых был собран урожай в 3 063 тонн «толстых бобов». Сезон конских бобов приходится на лето — с середины мая по конец августа, для употребления в течение всего года их замораживают.
Исторически сложившаяся скудость традиционной немецкой овощной кухни обусловлена климатическими условиями страны. Капуста и корнеплоды хорошо хранятся в холодное время в песке в подвале, на длинную зиму капусту и спаржу также консервировали. Не столь давно немцы ещё предпочитали свежим овощам консервированные или мороженые, которые обычно после варки обжаривали на сливочном масле (нем. Buttergemüse). «Мы, немцы, дорогая Китти, можем совершить „экономическое чудо“, но не сумеем приготовить салат», — сокрушается в 1957 году персонаж детективного романа «В лабиринте секретных служб» Й. М. Зиммеля. И сегодня в каком-нибудь средней руки немецком трактире посетителю предложат салат скорее не из свежих овощей, а из отваренных свёклы и картофеля с маринованными огурцами и квашеной капустой — белой или красной.
Грибные блюда занимают в немецкой кухне очень скромное место. Самыми популярными грибами являются культурные шампиньоны. По данным на 2017 год немцы потребляли в среднем три килограмма грибов в год, из которых почти два приходилось на шампиньоны. Популярным грибным блюдом кухни ГДР считается рубленый мясной рулет, начинённый грибами, чаще шампиньонами. Грибы вызывают в Германии настороженность, немцы считают их рискованным продуктом питания и опасаются пищевых отравлений, о возможности которых власти предупреждают каждый грибной сезон. Походы за грибами — не самый популярный досуг в Германии, хотя земельные объединения грибных экспертов организуют для начинающих грибников лесные экскурсии по лесу с компетентными гидами. Кроме того, съедобные лесные грибы считаются трудноперевариваемым продуктом питания из-за их способности накапливать тяжёлые металлы. Деликатесные в Германии лисички не рекомендуют использовать в питании больных подагрой и детей из-за содержащихся в них хитина и пурина. Медицинская клиника Мюнхенского технического университета предупреждает об ограниченной съедобности маслят, которые могут вызывать раздражение кишечника, расстройства пищеварения и аллергию. Деликатесом считаются в Германии и редкие и дорогие сморчки, которые опять же во избежание отравлений используются преимущественно в сушёном виде, в частности, в знаменитой лейпцигской всячине. Лесные грибы в Германии можно приобрести в сезон на ярмарках выходного дня. В жареном или тушёном виде со сметанно-чесночным соусом грибы считаются традиционным рождественским блюдом в некоторых регионах Германии. Альфонс Шубек в снискавшей популярность «Новой немецкой поваренной книге» в 1994 году хотя и приводит тюрингенский рецепт салата из белых грибов, но сразу же аккуратно предлагает тем, кто опасается употреблять в пищу свежие лесные грибы, заменить их культивируемыми вёшенками, шампиньонами и шиитаке. Грибы в Германии преимущественно встречаются в блюдах интернациональной кухни, например, в запеканках, пирогах, курином рагу, ризотто с моховиками, лазаньях и фетучини с белыми грибами.

## Фрукты
Розы могут быть воспеты,

Чуть распустится их кисть,

Яблоко же и поэту

Надо перед тем разгрызть.
По статистике немцы едят фрукты каждый день, причём больше всего именно в зимнее время. Женщины потребляют больше фруктов, чем мужчины, в целом потребление фруктов увеличивается с возрастом и ростом социального статуса. Исходное значение немецкого слова «фрукты» (нем. Obst) было «прикорм». Из фруктов на суровой германской земле произрастали только дички яблони и груши. Сливы, вишня, персики, виноград появились с древними римлянами. В XVII веке в Германию через Альпы перебрались цитрусовые. Так были созданы условия для появления киршвассера, компотов, роте грютце, сливовых пирога и мусса или грушевого айнтопфа с фасолью и беконом. В вильгельминистские времена экзотическими фруктами — апельсинами, лимонами, бананами и ананасами — торговали колониальные лавочки, в этот же период появились консервированные фрукты в стеклянных банках и конфитюр промышленного производства. В эпоху глобализации киви, нектарины и манго предлагают по доступной цене немецкие магазины-дискаунтеры. В магазинчиках деликатесных товаров и на прилавках супермаркетов верхнего сегмента обнаруживаются гуавы, индийские смоквы, анноны, чайоты, лангсаты, личи, груши наши, саподиллы, тамарилло, джекфруты, маракуйя и хурма. Но две трети немцев называют любимым фруктом яблоко. По данным репрезентативного онлайн-опроса, проведённого исследовательскими компаниями SINUS Institut и YouGov в 2017 году, для двух из пяти немцев (38 %) идеальное яблоко имеет пёстрый окрас, почти столько же немцев (36 %) любят красные яблоки, а пятая часть (21 %) — зелёные. Три четверти немцев (76 %) едят яблоко с кожурой и почти столько же (73 %) перед едой удаляют семенную камеру. Почти половина опрошенных (46 %) предпочитают сладкие яблоки, 24 % — кислые, а остальные любят и те, и другие. Каждый житель Германии съедает около 19 кг яблок в год, в том числе в яблочных муссах, яблочных пирогах и яблочных дольках в шоколаде. В Германии произрастает около 1500 различных сортов яблок. Производство яблок в Германии ассоциируется прежде всего с регионом Боденского озера и Альтенландом под Гамбургом.
В топ-пятёрке фруктовых фаворитов немцев за яблоком следуют банан (12 кг в год) и виноград (5 кг в год). Каждый третий банан, продаваемый в Европе, потребляет немец. Особую любовь немцев к бананам отражает выражение «всё бананом!» (нем. Alles Banane!), похожее на русское «всё пучком!». Вследствие нехватки валютных средств в Германской Демократической Республике бананы были дефицитным товаром, что вызывало особое недовольство населения. И после объединения Германии средний показатель потребления бананов на душу населения на некоторое время в стране поднялся до 16 кг в год, а в самих новых землях составил 22 кг. Германия является крупнейшим импортёром столового винограда в мире и закупает около 360 тыс. тонн в год. Разведение столовых сортов винограда разрешено в Германии с 2000 года, и в Пфальце, где оно концентрируется, занимает около 20 га. Четвёртое место во фруктовом топ-листе занимают персики (3,6 кг), которые в Германии не вызревают за исключением одного сорта — «красного виноградникового», который выращивают для личного потребления в винодельческих регионах, в частности в долине Мозеля, где он успевает созреть. Из мелких плодов с мякотью насыщенного красного цвета варят муссы, делают ликёры и шнапс. За персиками на пятом месте среди любимых фруктов у немцев следует садовая земляника (3,4 кг). Её доля в урожае возделываемых в Германии фруктов составляет около 11 %. Посадки клубники занимают в Германии 12 900 га и концентрируются в трёх землях: Северный Рейн — Вестфалия, Нижняя Саксония и Баден-Вюртемберг. Урожай клубники в Германии составляет около 150 тыс. тонн, но страна также импортирует свежую клубнику из Франции. Клубничный сезон приходится в Германии на май и июнь, когда разворачивают уличную торговлю и «самосбор» любимой ягоды. Свежую клубнику в Германии едят со взбитыми сливками, сервируют с ванильным мороженым или ванильным пудингом, с ней готовят клубничные торты, которые неизменно сервируют опять же со взбитыми сливками. Самый любимый йогурт в Германии — тоже клубничный. Клубничного конфитюра немцы в среднем съедают около полкило в год.
Вишня и черешня, восьмые в списке любимых фруктов (2,1 кг в год), по-немецки называются одинаково «ки́рше» (нем. Kirsche), а если требуется уточнить, то говорят «кислая вишня» (нем. Sauerkirsche) или «сладкая вишня» (нем. Süßkirsche). Киршвассер производят из более мелкой черешни — «перегоночной» (нем. Brennkirsche). Из популярной в Германии вишни-лютовки закатывают компоты, готовят конфитюр и начинки для пирогов и запеканок, а кроме того, вишня считается великолепным ингредиентом для соуса к дичи. На севере Германии готовят «мучной мешок», который подают под вишнёвым соусом к мясу или с жареным шпигом. «Вишнёвый сезон» в Германии начинается в мае-июне с черешни, основные посадки которой сконцентрированы в Баден-Вюртемберге (3 тыс. га) и Нижней Саксонии. В 2019 году потребление черешни составило 71 тыс. тонн. Больше всего черешню любят в Северном Рейне — Вестфалии и на северо-западе страны в целом. Спрос велик, и Германия занимает третье место в мире по импорту черешни и вишни. Сладкая черешня навевает приятные воспоминания юности, романтические или лирические. Как известно из мемуаров великой княжны Ольги Николаевны, её брат Саша обратил внимание на будущую жену — принцессу Марию Гессен-Дармштадтскую, когда та непринуждённо ела вишни (вернее, черешни), и ей пришлось выплюнуть косточку в руку, чтобы ответить обратившемуся к ней наследнику российского престола. Гэдээровский бард-диссидент Вольф Бирман написал в 1965 году балладу «Черешневое время в Буккове», вспомнив о ночной романтике юности в садах сельскохозяйственных производственных кооперативов. Но большинству немцев черешня всё-таки напоминает о более ранних летних детских радостях от лазанья по деревьям в саду у бабушки и соревнования с друзьями, кто дальше плюнет черешневую косточку, а кое-кто и повзрослев не забывает детских увлечений: в Дюрене на ярмарке Аннакирмес ежегодно проводится чемпионат мира по дальности плевка черешневой косточкой, действующий мировой рекорд в 22,52 м установил в 2017 году швейцарец Томас Штайнхауэр.
Около 160 лет в немецкой кухне широко используется ревень, попавший в Европу из Китая или Гималаев через Россию в XVIII веке. Сезон ревеня в Германии начинается в апреле, крупные регионы возделывания ревеня находятся как на севере, так и на юге страны. Из розово-красных черешков готовят компоты, сиропы, конфитюры, которые подают к ванильному пудингу или йогурту, и начинку для пирогов. Зект с ревеневым сиропом — популярный аперитив. Ранним летом во Франконии ароматные соцветия чёрной бузины, обжаренные в кляре, подают на десерт с сахарной пудрой, а зимой на бузинном соке, который, как известно, лечит простуду, готовят сладкий суп с клёцками.

## Приправы, пряности и специи
Главными немецкими приправами являются хрен и горчица, которые известны в Европе с XIII века. По легенде, хрен попал на германскую землю в XV веке благодаря маркграфу нюрнбергскому Иоганну Алхимику, который привёз его из Восточной Европы. По-немецки хрен называется буквально «морская редька» (нем. Meerrettich), по одной из версий потому, что прибыл из-за моря. Баварцы и австрийцы называют хрен заимствованным из славянского «креном» (нем. Kren). Вплоть до начала XXI века на юге Германии торговлей хреном в зимнее время вразнос и на рынках занимались «хреновые бабоньки» (нем. Krenweiberl) — деревенские женщины с корзинами и мешками, по традиции в платках и традиционных тёмных ситцевых нарядах с пышной юбкой и фартуком. В современной Германии хрен возделывают в Средней и Верхней Франконии, Южном Бадене и Шпревальде. С 2007 года «баварский хрен» является защищённым географическим указанием в ЕС. В Германии хрен производится в двух классических сортах — столовом и сливочном, а также входит в состав различных деликатесных соусов. Хрен в Германии подают к мясным и рыбным блюдам, добавляют в салаты и супы. Старейшая в мире торговая марка хрена — немецкая Schamel, производится с 1846 года в баварском Байерсдорфе. Там же находится штаб-квартира и второго ведущего производителя хрена в Германии — компании Kochs, поэтому город носит прозвища «хреновый город» и «самый острый город». В Байерсдорфе работает музей хрена, а с 2003 года там выбирают «баварскую королеву хрена».
По данным общества Kulinaria Deutschland e.V. на 2008 год, среднестатистический немец потреблял 1004 г горчицы в год. Собственные сорта горчицы есть в каждой федеральной земле. В сладкую баварскую горчицу из обжаренного жёлтого или коричневого семени, которую подают к белой колбасе и леберкезе, добавляют сахар, яблочное пюре и даже мёд, а из специй — обязательно можжевеловую ягоду. Самая популярная горчица в Германии — деликатесная, средней остроты из светлых сортов, её подают к боквурсту и братвурсту и мажут на хлеб в бутербродах. Горчица придаёт салатам и дрессингам пикантность и особую нотку, горчицей приправляют айнтопфы, картофельные запеканки, грюнколь и гуляш. В восточных федеральных землях горчицу смешивают с хреном в одну приправу. Лужицкий горчичный специалитет, вызывающий ностальгические чувства у бывших граждан ГДР, — «казацкая горчица» (нем. Kosakensenf) с дроблёным чёрным перцем производства Bautz’ner. На территории современной Германии горчицу стали выращивать по указу Карла Великого. Горчичное семя перемалывали на специальных мельницах, некоторые из них сохранились до настоящего времени. В Кёльне, Баутцене и Йене работают горчичные мануфактуры и музеи горчицы, на производстве горчицы специализировалось несколько германских средневековых городов. С XVII века в немецком языке существуют фразеологизм «добавить своей горчицы» (нем. seinen Senf dazugeben), эквивалентный русскому «вставить свои пять копеек»: тогда каждый уважавший себя трактирщик считал делом чести плюхнуть ложку горчицы, ценного в то время продукта, в любое блюдо, не спрашивая клиента. Известно, что Фридрих Великий клал горчицу даже в кофе. В настоящее время горчичное семя импортируется в Германию из Канады, Украины, Венгрии, Индии и Чехии.
В современной немецкой кухне используются все известные специи, и первым в списке любимых немцами идёт перец, как чёрный и белый, которые используют соответственно к тёмным и светлым по цвету блюдам, так и зелёный и розовый. Германия импортирует перец в основном из Вьетнама, в 2009 году было закуплено около 25 тонн. Перец ценили ещё германцы, известно, что в 410 году Аларих пощадил Рим в том числе за 3000 фунтов перца. В романе «Парцифаль» Вольфрам фон Эшенбах упоминает, что ковры в рыцарском замке посыпали молотым перцем, а также гвоздикой, мускатом и кардамоном, чтобы воздух в жилых помещениях был пряным. В течение всех Средних веков перец оставался ценностью на уровне золота и денег: торговцев-толстосумов на немецком и поныне называют «перечными мешками» (нем. Pfeffersäcke), а цены, которые кусаются, — «перчеными» (нем. gepfefferte Preise). Перец принимал обобщающее значение «пряности», поэтому одно из названий немецких пряников — «перечный пирог» (нем. Pfefferkuchen). Потребление перца паприка и чили в Германии растёт с каждым годом, эти специи поступают из Бразилии и Испании. С тмином немцы издавна готовили хлеб и сыр, тмином приправляли свиное жаркое и квашеную капусту, на тмине делают шнапс, а от похмелья пьют тминный чай. Корицу закупают в Индонезии. Коричный аромат считается рождественским, но корицей также приправляют зауэрбратен и блюда из баранины. Мускатный орех или мускатный цвет добавляют в фарш почти всех немецких колбас. Из трав в Германии популярны душица, которая заставляет немцев сразу вспомнить итальянскую пиццу, и родственный ей, но менее «итальянский» майоран, которым приправляют картофельный суп, клёцки или свинину, а также базилик и кориандр. Укроп в немецкой кухне сочетается прежде всего с рыбой, с ним маринуют огурцы, им приправляют огуречные салаты. Немцы охотно покупают готовые смеси специй. С начала XX века и до недавнего прошлого на столах даже респектабельных немецких ресторанов помимо солонок и перечниц обычно стояли ещё и тёмные бутылочки популярного сильносолёного растительного приправочного соуса «Магги» — ныне критикуемой приправы к супам и айнтопфам.
Из-за своего резкого и стойкого запаха чеснок в немецкой кухне длительное время считался пряностью нон грата. Чтобы придать блюду остроты, немецкие кулинарки советовали друг дружке добавить побольше как раз того самого соуса «Магги». Чесночный запах ещё с XVIII века служил для немцев своего рода «культурным кодом чужака», как в отношении этнической, так и классовой принадлежности. Враждебность по причине запаха чеснока изо рта испытывали к себе в послевоенное время в Германии насильственно перемещённые сограждане из Восточной Европы. С появлением в Западной Германии гастарбайтеров из Италии и Турции, придерживавшихся родных гастрономических традиций и за «чесночную вонь» поначалу подвергавшихся стигматизации, чеснок пережил в 1970-е годы трудный период реабилитации в немецкой гастрономии. В 1979 году немецкий ресторанный критик Дитер Тома ещё признавался, что храбро ест любимый цельнолистный шпинат с чесноком, но за такое особое удовольствие ему потом приходится расплачиваться тремя днями одиночества. В ГДР чеснок тоже был не в чести, и его не было в продаже. Граждане ГДР привозили его из поездок в братские БНР и ПНР. С распространением в Германии турецкого дёнер-кебаба немцы наконец перелистнули некрасивую страницу чесночной ксенофобии и теперь охотно заказывают шаурму и дюрюм "со всеми приправами и «чтобы остро».

## Хлеб
И хлебник, немец аккуратный,

В бумажном колпаке, не раз

Уж отворял свой васисдас.
Возьмём в пример немецкий обычай кушать бутерброды. Почтенные немцы, придумавшие эту вкусную вещь, решительно не знают, почему надобно им кушать хлеб со сливочным маслом, — они дошли до этой выдумки совершенно машинально.
Хлеб играет важную роль в питании немцев: очень многие едят бутерброды на завтрак и ужин, бутербродами же перекусывают между основными приёмами пищи. Хлеб в Германии выступает признаком «холодных» приёмов пищи, с горячими блюдами хлеб обычно не едят. Помимо ужина-«абендброта» в немецком языке есть ещё бутерброд с собой в школу или на работу — «хлеб на перемену» или «хлеб на обеденный перерыв» (нем. Pausenbrot) и перекус после рабочего дня, ранний лёгкий ужин — «хлебное время». На ежедневной основе хлеб едят 94 % немцев. Любовь немцев к хлебу нашла отражение в языке: только для хлебной горбушки существует около четырёх десятков региональных названий. Немецкое домохозяйство потребляет в среднем 56,6 кг хлеба и хлебобулочных изделий в год.
Немцы считают свой хлеб лучшим в мире, и на это у них есть основания. Хлебопечение в Германии имеет давние традиции: самая древняя из сохранившихся в Германии пекарен упоминается ещё в церковной хронике 1591 года, в семейном бизнесе трудится уже 14-е поколение дармштадтских хлебопёков. Пекарское образование в Германии предусматривает три года профессионального обучения и совмещается с работой на производстве, а после сдачи экзамена даёт диплом подмастерья. Чтобы открыть собственное дело, опытный пекарь должен повысить квалификацию до мастерского уровня и сдать соответствующий государственный экзамен. Символ немецких пекарей — знаменитый брецель, знатоки спорят о том, как его правильно размещать на вывесках: вверх или вниз толстым брюшком.
Понятие немецкого хлеба напитано чувствами вплоть до идеологии. Автор книги «Хлеб. В поисках аромата жизни» (нем. Brot. Auf der Suche nach dem Duft des Lebens) журналист Вальтер Майер назвал хлеб «ностальгией из муки». Проживающим за границей немцам прежде всего не хватает отечественного хлеба. Поселившийся в 1941 году в Лос-Анджелесе Б. Брехт жаловался в дневнике на отсутствие в Штатах «правильного» хлеба, и теперь Штеффи Граф в Лас-Вегасе скучает больше всего по немецким пекарям. Пробыв пару недель за пределами родины, немцы на обратных рейсах радуются двум кусочкам родного цельнозернового хлеба в пластиковой упаковке на подносе бортового питания. В начале 2000-х годов сеть ресторанов быстрого питания McDonald’s запустила агрессивную рекламную кампанию своих бейглов на завтрак со звучным слоганом «Буттерброт мёртв» (нем. Butterbrot ist tot) и потерпела сокрушительное маркетинговое поражение именно потому, что не учла беззаветной любви немцев к родному хлебу. Рекламная кампания, покусившаяся на святое — старый добрый немецкий хлеб с маслом, была свёрнута под напором возмущённого Центрального союза германских пекарей.
В отличие от других стран Европы, где преобладает пшеничный хлеб, в Германии чаще пекут хлеб из ржи и полбы, которые лучше произрастают в климатических условиях Германии. Кроме того, хлеб из кислого теста на ржаной или полбяной муке более питателен, чем пшеничный. В Вестфалии с XVII века по особой технологии пекут на паровой бане клейкий и сладковатый чёрный хлеб пумперникель из ржаной муки грубого помола с добавлением шрота и неразмолотых зёрен. Ржаной хлеб — исторически северогерманская традиция: чем дальше на юг, тем светлее был хлеб. Белый хлеб был дорогим и годился только для «французских неженок». Цельнозерновой хлеб ошибочно считают исконно немецким изобретением, хотя он появился в Германии на излёте XIX века вместе с движением по реформированию уклада жизни, создававшим для культуры новой индустриальной эпохи своё понимание природы и естественности. При гитлеровском режиме хлеб из муки грубого помола пропагандировался как полезный для населения продукт Имперским комитетом по цельнозерновому хлебу. Нацисты считали цельнозерновой хлеб подходящей основой питания господствующей расы и планировали довести долю его потребления до трети. Различные сорта хлеба из ржаной муки или в смеси с другим видом муки составляют 36 процентов хлебного ассортимента Германии. Из пшеничной муки или в смеси с другим видом муки выпекается 28,8 % немецкого хлеба, 17,3 % составляют сорта цельнозернового хлеба, 8,9 % — из трёх видов муки и 5,7 % — из полбяной муки. Немцы — фанаты серого хлеба, каждая третья буханка, проданная в Германии, — ржано-пшеничный хлеб. Доли тех, кто ест только белый или только чёрный хлеб, составляют в Германии соответственно по пять процентов. По данным за 2013—2015 годы немецкие домохозяйства тратили в булочной 8 % своего бюджета на питание.
Пищевым законодательством ФРГ зафиксировано 17 основных, традиционных групп сортов хлеба. Немецкая булочка — очень яркое понятие, даже пользующийся спросом товар у немцев расходится именно как горячие булочки, а не пирожки, как у русских. Разнообразие сортов начинается с хрустящих утренних белых булочек с маслом и конфитюром и заканчивается, например, в рейнских пивных ржаным рёггельхеном в культурно-специфическом бутерброде «полпетуха» — с сыром, луком и горчицей, но без курятины. На юге Германии по технологии знаменитых брецелей пекут щелочные батоны и булочки с характерной тонкой тёмной и блестящей корочкой.
Пшеничная булочка «брётхен» (нем. Brötchen), занимающая наряду с цельнозерновым хлебом верхнюю строчку рейтинга популярности среди сортов хлеба, имеет несколько региональных названий: «шри́ппе» (нем. Schrippe) — в Берлине и на севере Бранденбурга, «зе́ммель» (нем. Semmel) — на юге и «векк» (нем. Weck) — на юго-западе. Из-за берлинских булочек в 2012 году разразился настоящий политический скандал: экс-председатель бундестага, берлинец Вольфганг Тирзе в двух интервью обратил внимание на то, что «понаехавшие» в столицу швабы и другие состоятельные сограждане не стараются адаптироваться к берлинской культуре и называют булочки по-своему, «векками», а не как положено «шриппе». Вопрос о том, до какого часа булочникам можно торговать по воскресеньям свежими булочками, решался в Германии не меньше чем в Федеральном верховном суде.
Германский институт хлеба ведёт реестр немецких сортов, насчитывающий более 3200 записей. По мнению признанного «хлебного перфекциониста» Луца Гайслера, своим разнообразием форм и сортов немецкая хлебная культура обязана историческим условиям политической и экономической раздробленности страны. В Ульме работает музей хлеба. Немецкому хлебу отдали должное и в ЮНЕСКО, включив в 2014 году культуру немецкого хлеба в перечень нематериального культурного наследия.

## Пироги
Немецкое слово «ку́хен» (нем. Kuchen), означающее в общем «пирог», объединяет также понятия «пирожок» и «пирожное» и входит в составные названия кексов, тортов и пряников. Для хорошего пирога, согласно популярной тюрингенской или саксонской детской песенке начала XIX века, нужно семь вещей: яйца и смалец, сливочное масло и соль, молоко и мука, и шафран, чтобы пирог был жёлтым. Самым известным немецким пирогом является высококалорийный штоллен — рождественский кекс с изюмом, цукатами и пряностями в форме овального батона хлеба, символизирующей спелёнутого младенца Христа. Штоллен существует в различных региональных вариантах, главным из которых признан фирменный дрезденский. В саксонской столице производится свыше 3,8 млн штолленов в год, не менее трети продукции отправляется на экспорт в 80 стран мира. В Германии штоллены больше всего любят, разумеется, в самой Саксонии, а также в Саксонии-Анхальт и Бранденбурге, причём мужчины любят штоллены больше, чем женщины.
Торт в понимании немцев подразумевает изящно украшенное кондитерское изделие круглой формы с кремом и фруктами, состоящее из нескольких слоёв. Немцы любят творожно-сливочные торты с ягодными и фруктовыми вкусами, а также желейные торты со свежими фруктами и ягодами и взбитыми сливками сверху. Хит о пагубной для здоровья любви к калорийным тортам, пирогам и пирожным под названием «Но, пожалуйста, со сливками!» (нем. Aber bitte mit Sahne!) в 1970-е годы исполнял Удо Юргенс: четыре подруги ежедневно в три с четвертью собираются в кондитерской на «кофе и пирог» и объедаются шварцвальдским тортом, безе со сливочным кремом, тортами с масляным кремом, «укусом пчелы» и «головой мавра», «захером», линцским и марципановым тортами и кексом. Марципановый торт с шоколадом и вишней был любимым блюдом короля Пруссии Фридриха II. «Немецкие торты — образец высокоразвитой европейской культуры», — считает гамбургский исследователь социотрендов Петер Випперман. Традиционные немецкие высококалорийные торты с масляным кремом или взбитыми сливками, подрастерявшие популярность на родине, пользуются большим успехом за пределами страны и в особенности за океаном, и, «репатриируясь» оттуда, уже восстанавливают свой статус в Германии. Бисквитный кремовый торт-рулет «полено» в Германии именуется «дубом Бисмарка» (нем. Bismarck-Eiche), немецкое название пирожного «эклер» — «любовная косточка», немецкие крупные профитроли со взбитыми сливками называются «ветроплясами».
По мнению немецкого женского журнала Freundin, в десятку немецких пирогов или тортов, получивших популярность во всём мире, вошли шварцвальдский торт, сырный пирог, яблочный пирог, «дунайские волны», «древесный», масляный и маковый пироги, биненштих, айершекке и торт Агнес Бернауэр. Журнал Essen und Trinken на вершину своего топ-10 лучших пирогов и тортов поставил яблочный пирог. Выпечка с начинкой из самого любимого немцами фрукта в самых разнообразных рецептах пользуется в Германии неизменным успехом. Для Г. Гейне яблочные пирожки были столь же важным воспоминанием детства, как печенье «мадлен» — для М. Пруста. Тосковавший по Марлен Дитрих влюблённый Ремарк писал ей из Порто-Ронко в Беверли-Хиллз в 1937 году, что при встрече закажет для неё в кондитерской огромное блюдо с решётчатым яблочным пирогом, «голову мавра» и много взбитых сливок. Яблочный пирог, привезённый немецкими эмигрантами, стал в США американским национальным блюдом. Открытые фруктовые пироги — яблочные, сливовые, ревеневые и ягодные — в Германии экономно пекут листовыми, на всей площади противня, их иногда посыпают кондитерской крошкой. В Бадене по крестьянской традиции в сезон сбора сливы обедают картофельным супом вприкуску со сливовым пирогом. Немецкий сырный пирог «кезекухен» готовят с мягким творогом, в отличие от американского чизкейка, он более нежный на вкус и менее калорийный. Классическими и культовыми пирогами времён ГДР считались непритязательные по рецептуре сочный и пышный лимонный зельтерскухен на минеральной воде под сахарной глазурью, особо популярный на детских днях рождения, и «сельхозкооперативный пирог» с ванильной начинкой на основе пудинга и масляного крема и черносмородиновым конфитюром.

## Сладкие блюда
Современные сладкие блюда давно перешагнули национальные границы, и у многих блюд уже сложно определить регион их происхождения. Типично немецкими десертами остаются густой ягодный кисель роте грютце и похожий на бланманже пудинг, ванильный или шоколадный. Для трансформирования английского чёрного пудинга в современный немецкий молочный десерт потребовалось несколько столетий. Первый немецкий пудинг в 1683 году представлял собой ещё мясные клёцки, приготавливаемые на пару в салфетке. Предшественниками ныне несколько старомодного немецкого десертного пудинга были затем солёные мучные пудинги под названием «английские клёцки», которые появились на Севере Германии в начале XVIII века. Пудинг стал в Германии сладким с распространением свекловичного сахара. Компания Dr. Oetker производит порошковые пудинги для заваривания в молоке с сахаром с 1894 года, и самым первым из них стал ванильный пудинг. Шоколадные пудинги, выпускаемые в Dr. Oetker, адаптированы для сбыта в 26 странах мира, и по их данным немецкий шоколадный пудинг, к примеру, менее сладкий, чем турецкий, и лучше дрожит, чем польский. Готовые к употреблению пудинги в широком ассортименте предлагают немецкие супермаркеты.
В Мюнстерланде классическим десертом признан «господский крем» — смесь ванильного пудинга со взбитыми сливками, шоколадной стружкой и ромом, который любят и дамы. Стабилизированный желатином десертный сливочный баварский крем обрёл популярность за пределами малой родины, ещё в XIV веке добравшись до французского двора к бракосочетанию баварской принцессы Елизаветы с королём Карлом VI. Фруктовое желе на основе фруктовых или ягодных соков носит в Германии название «пища богов», но в Вестфалии «пищу богов» готовят из взбитых сливок с пумперникелем. В Нижней Саксонии национальным считается десерт Вельфов — комбинация из нежнейшего молочно-ванильного и винного кремов в тон бело-жёлтому гербу монаршей династии.
Из вчерашнего белого хлеба на юге Германии готовят традиционные горячие десерты — запеканки «вишнёвый Михель» и «костёр» — с вишней и яблоком соответственно. Сладкая выпечка во фритюре — пончики, в том числе берлинские, а также рейнские мутцены или швабские нонненфюрцле — традиционный десерт на карнавале. Со Средних веков повелось, что последний раз забить свинью до начала поста разрешалось не позднее Грязного четверга. И чтобы свиной жир не пропал, на нём жарили разные изделия из теста. Жаренные во фритюре яблочные колечки в тесте называются «яблочными пирожками», фаршированные изюмом или орехами цельные яблоки «в шлафроке» из теста запекают в духовом шкафу. Яблочные блины по-рейнски с добавленными в тесто тонкими яблочными ломтиками, были любимым блюдом канцлера Конрада Аденауэра, он умело готовил их сам. Классическими фруктовыми десертами являются апфельмус и компот, под последним подразумеваются отваренные фрукты в десертной розетке, а не напиток в стакане.
Немцы съедают в среднем около 8 литров марочного мороженого в год. Самые любимые сорта у немцев — ванильное, клубничное и шоколадное, и такое трёхцветное мороженое в прусской кулинарной книге в 1839 году нарекли по-немецки «Князь Пюклер». Пользуется популярностью также сорт мороженого страчателла. «Шведский бокал» ванильного мороженого, сервированного с яичным ликёром, взбитыми сливками и апфельмусом, — изобретение кухни ГДР, по легенде, так нарёк любимый десерт лидер ГДР Вальтер Ульбрихт на радостях от разгромного поражения хоккейной команды ФРГ в матче против Швеции на Олимпийских играх в Осло в 1952 году. В 1969 году 17-летний сын мангеймского мороженщика Дарио Фонтанелла по образцу десерта «монблан» придумал мороженое-спагетти из ванильного мороженого, пропущенного через пресс для шпецле, с клубничным соусом, имитирующее популярное итальянское блюдо. Первое кафе-мороженое в Германии появилось в 1799 году в гамбургском Альстер-павильоне, но широкое распространение заведения получили благодаря итальянским иммигрантам в 1920-е годы, настоящий бум итальянских кафе-мороженых случился в 1930-е годы, пик популярности пришёлся на 1960-е годы, а последние десятилетия количество частных предприятий по продаже мороженого сокращается и составляет около пяти с половиной тысяч.

## Сладости
Согласно статистике Федерального союза кондитерской промышленности Германии, среднестатистический немец за 2019 год потребил 30,93 кг кондитерских изделий, и этот показатель продолжает расти. 78 % немцев едят сладости ежедневно или несколько раз в неделю и обгоняют в этом французов, британцев, испанцев и датчан. Больше всего из сладкого немцы любят шоколад, в особенности молочный плиточный. Любимой маркой плиточного шоколада в Германии в 2020 году была признана Milka. Узнаваемая квадратная форма плитки шоколада Ritter Sport была придумана для удобства футбольных болельщиков в 1932 году, когда на стадионах ещё не продавали привычный фастфуд, а обычные прямоугольные плитки плохо помещались в карман пиджака или куртки. По данным опроса, проведённого Фондом тестирования качества товаров, классический молочный шоколад предпочитают 47 % опрошенных, только 13,2 % выбирают тёмный шоколад, но 37 % любят шоколад с начинкой из лесного ореха, миндаля или сухофруктов. Житель Германии в среднем съедает в год 9 кг шоколада, уступая по этому показателю только швейцарцу. Пик потребления шоколада приходится на Пасху с традиционными шоколадными пасхальными зайцами и яйцами. Старейшей шоколадной фабрикой Германии является основанная в 1804 году Halloren из Галле, её самая знаменитая продукция — шоколадные конфеты-шарики с разнообразной начинкой, экспортируемые в полсотни стран.
За шоколадом в топе любимых сладостей немцев следует жевательный мармелад, как фруктовый, так и лакричный, а в Европе он вообще считается немецким изобретением. Специалисты объясняют постоянный рост потребления жевательного мармелада в Германии изменениями в потребительских привычках: дети, на которых изначально ориентировалась реклама этой продукции, выросли, но продолжают любить вкус детства. В отношении лакричного мармелада вкусы немцев поляризованы: лакрицу любят на севере, считая её «чёрным золотом», и игнорируют на юге страны, презрительно называя «медвежьим дерьмом». Крупный производитель лакричных сладостей Katjes более 80 % продукции реализует в Северном Рейне — Вестфалии и Нижней Саксонии. Лакричный экватор пролегает приблизительно по Майну. В 2018 году производитель знаменитых мармеладных мишек Haribo сделал ставку в рекламе на снижение содержания сахара в своей продукции и незамедлительно зафиксировал падение оборота: покупателям не понравилось, что им постоянно напоминают, что сладости — это нерациональная покупка. По данным на 2017 год, и шоколад, и фруктовые жевательные конфеты в Германии обходятся дешевле, чем в любой другой стране Европы. Федеральное министерство продовольствия и сельского хозяйства рекомендует визуализировать состав кондитерских изделий цветами светофора в зависимости от их питательной ценности.
Никто не может сравниться с немцами в количестве поглощаемого марципана. В 2016 году марципан покупали 21 млн граждан Германии, оборот производителей марципана составил 157 млн евро. Лидером марципановой отрасли считается производитель именитого любекского марципана компания Niederegger. С любекским марципаном в Германии соперничал кёнигсбергский. И в Любеке, и в Кёнигсберге миндаль и сахар смешивали в приблизительной пропорции 2:1, а точную рецептуру хранили в секрете. В Любеке марципан обычно покрывали тёмным шоколадом, а в Кёнигсберге его подрумянивали в печи, при этом под карамелизированной корочкой он получался более сочным и менее сладким, чем любекский. После Второй мировой войны производство кёнигсбергского марципана в Германии сохранилось, и наиболее высококачественный кёнигсбергский продукт, как считается, делают в берлинской компании Wald.

## Напитки
Лизхен

Эх, как вкус кофейный сладок!

Он милей тьмы поцелуев,

Мягче всех мускатных вин.

Кофей, кофей, он мне нужен,

Коль кто хочет мне потрафить,

Ах, пусть даст мне кофею!
Пиво до такой степени немецкое изобретение, что вся Германия, смело можно сказать, течёт этим пенистым напитком янтарного, бледно-жёлтого, бурого или молочно-бурого цвета.
За пределами Германии из немецких напитков известны рислинг, пиво и «кофе и пирог». Хотя почти пятая часть населения Германии вообще не потребляет кофе, немцы считаются нацией кофеманов, кофе лидирует в списке самых потребляемых напитков в Германии, опережая минеральную воду и пиво. День кофе отмечается в стране 1 октября. Кофе без кофеина придумали тоже в Германии. По данным Германского кофейного союза, полученным в результате годового опроса 100 тыс. респондентов, среднестатистический немец выпивает 164 литра кофе в год и чаще всего дома (73,3 %). Для приготовления кофе немцы пользуются преимущественно капельными (54 %), капсульными (24 %) и автоматическими кофемашинами (23 %). Для 93 % немцев правильный кофе — это свежемолотый натуральный кофе, для 76 % важно, чтобы он был ещё и в большой чашке, а для 70 % — без сахара.
Первые в Германии кофейни появились как дань моде в ганзейских Бремене и Гамбурге после 1670 года, когда кофе уже вошёл в моду во Франции, Англии и Италии. Старейшая из действующих немецких кофеен «Цум арабишен кофе баум» находится в Лейпциге, а «кофейные саксонцы» в целом внесли значительный вклад в немецкую культуру потребления кофе. Культура дамских домашних встреч поболтать за кофе — «кофейных кружков» (нем. Kaffeekränzchen) возникла в Германии в противовес кофейням, куда женский пол поначалу не пускали. Начиная с XVIII века дорогой импортируемый кофе стал востребованным напитком для всех социальных слоёв. Кофе, приготовленный на кипятке, бодрил, прояснял разум и повышал работоспособность. До распространения кофе и чая в Европе по утрам пили туманящий разум алкоголь, поскольку обычная вода в гигиенических условиях того времени была небезопасна. В семье скупого «короля-солдата» Фридриха Вильгельма I по утрам подавали пивной суп, и его сын Фридрих II критиковал подданных за привычку пить кофе вместо пивного супа, который, как он считал, отлично подходит пруссакам по климату. Чтобы поправить государственный бюджет, Старый Фриц монополизировал торговлю кофе и боролся с контрабандой зелёного кофе из Гамбурга, наняв четыре сотни нюхальщиков из ветеранов-инвалидов Семилетней войны разыскивать нарушителей по запаху незаконно обжариваемого дома кофе. В эпоху бидермайера, по мнению историка Вольфганга Шифельбуша, кофейная традиция «онемечилась» до полной неузнаваемости: из символов публичности, активности и деловитости кофе перешёл в атрибуты семейной жизни и домашнего уюта. В 1835 году немецкая кулинарная книга рекомендовала тем, кому настоящий кофе был не по карману, суррогатный кофе из высушенных и обжаренных пророщенных зёрен ячменя, который по-немецки называют «муккефуком» (нем. Muckefuck, по одной из версий от фр. mocca faux — «фальшивый кофе»). В ГДР кофе был дефицитным товаром, закупаемым за валюту, в связи с ростом мировых цен вследствие неурожая в Бразилии в 1970-е годы в стране случился настоящий кризис. Правительство пыталось решить проблему с помощью «кофейного микса» (нем. Kaffee Mix) — кофе, смешанного пополам с суррогатами, но, столкнувшись с возмущением населения, было вынуждено вскоре изъять из продажи кофейный продукт, который в аллюзии на западногерманский бренд фильтрованного кофе Jacobs Krönung (букв. «вершина Якоба») язвительно именовали «вершиной Эриха» (нем. Erichs Krönung). Несмотря на высокие цены, граждане ГДР в 1970-е кофе пить не перестали и тратили на него 3,3 млрд марок в год.
Рыночная доля чая в Германии очень скромная: потребление чая, чёрного и зелёного, в 2016 году составляло на душу населения 28 литров (для сравнения: кофе — 162 литра, минеральной воды — 148 литров). Из чаёв немцы отдают предпочтение травяным и фруктовым чаям, потребление на душу населения составляет 50 литров в год. Исключение из общегерманского правила составляет Восточная Фризия на северо-западе страны, где сложилась уникальная, но малоизвестная остфризская чайная культура. Остфризцы — не только «чаёвники нации», но и чайные чемпионы мира, обгоняют даже китайцев и британцев, выпивая в год по 300 литров чёрного чая собственного, остфризского купажа, ежегодно составляемого местными профессионалами не менее чем из десяти сортов индийского чая. В Восточной Фризии чай готовят и пьют по строгим правилам церемонии: на местной мягкой воде, в посуде из тонкого фарфора, с леденцовым сахаром на дне чашки и сливками, которые вливают в чай ложечкой по стенке по кругу так, чтобы они поднялись со дна чашки к поверхности «облачками». Размешивать сахар в остфризском чае — моветон, нужно слушать, как он, растворяясь, похрустывает, а выпить за один присест следует не менее трёх чашек.
Германия лидирует в Европе по показателям потребления безалкогольных напитков на душу населения: каждый житель в среднем выпивает в год 292 литра фруктовых соков, нектаров, лимонадов и минеральной воды. По данным Союза германских производителей фруктовых соков в 2019 году среднестатистический немец выпил 30,5 литров фруктовых и овощных соков и нектаров, и самым любимым из них является апельсиновый (7,2 л). Ни один другой народ не пьёт пакетированные фруктовые соки в таких объёмах, как немцы. По мнению социального историка Уве Шпикермана, любовь к витаминным подслащённым фруктовым сокам домашнего приготовления населению прагматично привили в Третьем рейхе. Более половины производителей фруктовых соков в ЕС — 326 немецких компаний. Европейский лидер в производстве фруктовых соков — немецкая группа предприятий Eckes-Granini, владеющая брендом Granini.
Самый любимый сладкий газированный напиток немцев — импортная американская кока-кола, хотя в Германии производят аналогичные афри-колу и клуб-колу. По данным самого американского производителя, Германия является самым крупным рынком сбыта кока-колы в Европе, поглощающим каждый год более 3 млрд литров, а каждый немец выпил в 2019 году в среднем 36 литров знаменитой американской газировки. За кока-колой в топ-листе немецких лимонадов следуют фанта, спрайт и кола-лайт. За баварцами замечено необъяснимое для других пристрастие к шпеци — смешанному напитку из колы и апельсиновой газировки, выпуском которого с 1970-х годов занимаются несколько местных пивоварен. Немецкий рынок минеральной воды насчитывает 500 столовых видов и 50 видов лечебных. На территории Германии имеется большое количество природных подземных источников минеральных вод с разным содержанием натрия, кальция и магния. Минеральные воды, как столовые, так и лечебные, — единственный продукт питания в Германии, для сбыта которого требуется государственная сертификация. Сертифицированные минеральные воды с указанием названия источника и места добычи публикуются Федеральным ведомством по защите потребителей и безопасности продовольствия в официальном органе — «Федеральном вестнике». За последние 10 лет потребление бутилированной воды в Германии увеличилось со 100 до 140 литров в год. В Европе только итальянцы опережают немцев по этому показателю, но никто из европейцев не любит газированную бутилированную воду так, как жители Германии. Типичный потребитель энергетических напитков и алкопопов в Германии — мужчина в возрасте 28 лет. Потребление энергетических напитков в стране увеличилось в 2001—2009 годах более чем на 50 %, в частности, после того, как австрийской компании Red Bull GmbH удалось справиться с бытовавшими поначалу представлениями о том, что под таурином в составе напитка Red Bull скрывается бычья моча.

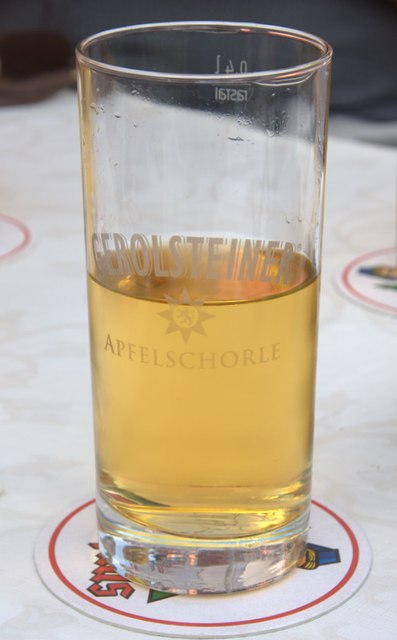
Апфельшорле

Немцы придумали свой жаждоутоляющий напиток — шорле, смесь фруктового сока с минеральной водой. Слово происходит либо от нижнебаварского «шурлемурле» (бав. Schurlemurle) с тем же значением, либо от диалектального южного глагола schuren со значением «бурлить». Классический шорле — «апфельшорле», с яблочным соком, его немцы за 2019 год выпили в среднем по 4,5 л каждый. В кафе и ресторанах можно заказать шорле с любым соком, даже ревеневым. Алкогольные шорле делают с вином, в том числе с яблочным. На немецких вечеринках, особенно летних, часто угощают крюшоном. Главный рецепт, известный с IX века, — «майский крюшон» из белого вина с игристым или минералкой, ароматизированный подвядшими листьями «лесного чемпиона», содержащими кумарин. Крюшон из белого и игристого вина с лимонным соком, мелиссой и ванилью называется «холодная утка». В 1950—1970-е годы был популярен крюшон «катящийся персик»: пузырьки углекислого газа в игристом вине заставляют эффектно вращаться помещённый в него персик, предварительно перфорированный вилкой по «линии экватора». Если «катящийся персик» сервируют коктейлем в глубоком бокале, то к нему подают блюдце, вилочку и нож для разделки персика.
Широко известна любовь немцев к пиву. С 1994 года 23 апреля ежегодно отмечается День немецкого пива. По плотности размещения пивоварен первое место в Германии занимает Франкония, где двести пивоварен производят около тысячи сортов пива. Самый крупный в мире специализированный регион по возделыванию хмеля находится в баварском Халлертау. По данным опроса, проведённого YouGov в 2019—2020 годах, в пятёрку самых любимых сортов пива у немцев входят Krombacher (16,8 %), Beck’s (12,9 %), Warsteiner (12,5 %), Erdinger (11,8 %) и Bitburger (11,6 %). По результатам опроса по землям Германии лидируют местные региональные марки пива. Так, 39,4 % бременцев выберут Beck’s, в Сааре 37,8 % — Bitburger. Согласно статистике житель Германии выпивает в среднем 110 литров пива в год. Пиво пьют 70 % немцев. Мужчины потребляют в четыре раза больше пива, чем женщины. Больше всего пива пьют саксонцы, обгоняя даже баварцев. Меньше всего любителей пива среди мужчин проживает в Шлезвиг-Гольштейне, среди немецких женщин больше всех пивом увлекаются в Тюрингии. Немецкой мерой «стойкости» при употреблении пива является «сапог». По данным института маркетинговых исследований Splendid Research 2019 года, немцы при выборе пива ставят на традиции, а креативность, эксклюзивность и экзотические нотки во вкусе для большинства немецких любителей пива менее значимы. Для более чем трети опрошенных главным в пиве является вкус, аромат и натуральность. 63 % опрошенных указали, что пьют пиво не менее двух раз в неделю. Чаще всего немцы выбирают пильзнер: 85 % пьют пиво низового брожения от случая к случаю. Пивные коктейли употребляют 73 % опрошенных, 70 % — светлое пиво. Пивной коктейль с лимонадом называется «радлер» на юге страны и «альстер[вассер]» — на севере, он появился ещё в 1920-е годы. На современном немецком рынке присутствует около 330 сортов радлера. Немцы также пьют пивные коктейли с минеральной водой, колой, ликёром «Амаретто», фруктовыми ликёрами, водкой, текилой и ромом. В 2018 году в Германии было реализовано 4,4 млн гектолитров пивных коктейлей. Появляются новые продукты, например, на основе пива с экстрактами конопли, зелёного чая и ароматических трав, содержащий помимо 2,5 % алкоголя 0,2 % тетрагидроканнабиола. Наблюдается тенденция к снижению потребления хмельного напитка, рынок безалкогольного пива напротив набирает обороты.
Германия не входит в число самых крупных винодельческих стран мира: немецкие виноградники расположены на 51-й параллели, пограничной для виноделия, а их площадь (105 тыс. га) составляет всего 8 % от французских. Исторически сложилось так, что в климатически пригодных для выращивания винограда регионах Германии вино, пусть и разного качества, потребляют все слои населения, а на севере Германии основным повседневным напитком является пиво, к вину относятся как к элементу роскоши, элитарному напитку для особых случаев. Виноградники в Германии разбиты в благоприятных климатических нишах вдоль крупных рек — Рейна, Мозеля, Майна и Неккара. На германские земли виноделие принесли древние римляне. О виноградниках на берегах Мозеля писал поэт III века нашей эры Авсоний. В тёплые климатические периоды Средневековья виноград выращивали по всей Северной Германии. В конце Средних веков уже были хорошо известны и распространены сорта эльблинг и сильванер. Знаменитый благородный сорт рислинг впервые упоминается только в XV веке, но он получил распространение значительно позднее, когда в 1787 году архиепископ трирский Клеменс Венцеслав повелел выращивать рислинг на Мозеле. В XIX веке рислинги из Рейнгау были самыми дорогими винами в мире. Одновременно в середине XIX века виноделы Германии пользовались методом галлизации (по имени изобретателя Людвига Галля) — «улучшения» кислых местных вин с помощью воды и сахара. Современное законодательство Германии о вине запрещает добавки, но ещё в 1990-е годы более половины винного экспорта Германии составляли подслащённые вина посредственного качества, как либфраумильх. Неоправданное расширение винодельческих регионов после Второй мировой войны привело к нивелированию уровня качества, и эта проблема полностью не решена. Сомнительную репутацию имеет и хит немецких рождественских базаров — «ароматизированный виносодержащий напиток» глинтвейн, которого в Германии выпивают 50 млн литров в год. На рождественские базары его поставляют обычно в больших ёмкостях готовым — хорошо подслащённым и со специями, а сырьём выступает дешёвое испанское или итальянское вино, закупленное ещё весной. На основе вина готовят также традиционный новогодний пунш фойерцангенболе. Пунш, огненный напиток, тёмный нектар, алтарей домашних плод, в северной стране Германии, куда «только бледным и усталым солнца луч доходит к нам», прославлял в «Пуншевой песне» Ф. Шиллер. Самые распространённые сорта винограда, возделываемые в Германии, — рислинг (20,1 %), мюллер-тургау (19,7 %), блауэр португизер (7,4 %), шпетбургундер (7,4 %), сильванер (7,3 %), дорнфельдер (6,0 %), кернер (5,7 %), троллингер (3,6 %), бахус (2,6 %), шойребе (2,2 %). Наиболее крупные из 11 винодельческих регионов — Рейнгессен и Пфальц. Около 90 % немецких вин — белые. Красные вина производят в основном в Вюртемберге. 90—98 % немецких вин являются марочными винами определённых винодельческих регионов, столовые и местные вина составляют небольшую часть винодельческой продукции Германии. Для марочных вин установлена система предикатов: кабинет, шпетлезе, ауслезе, бееренауслезе и айсвайн.

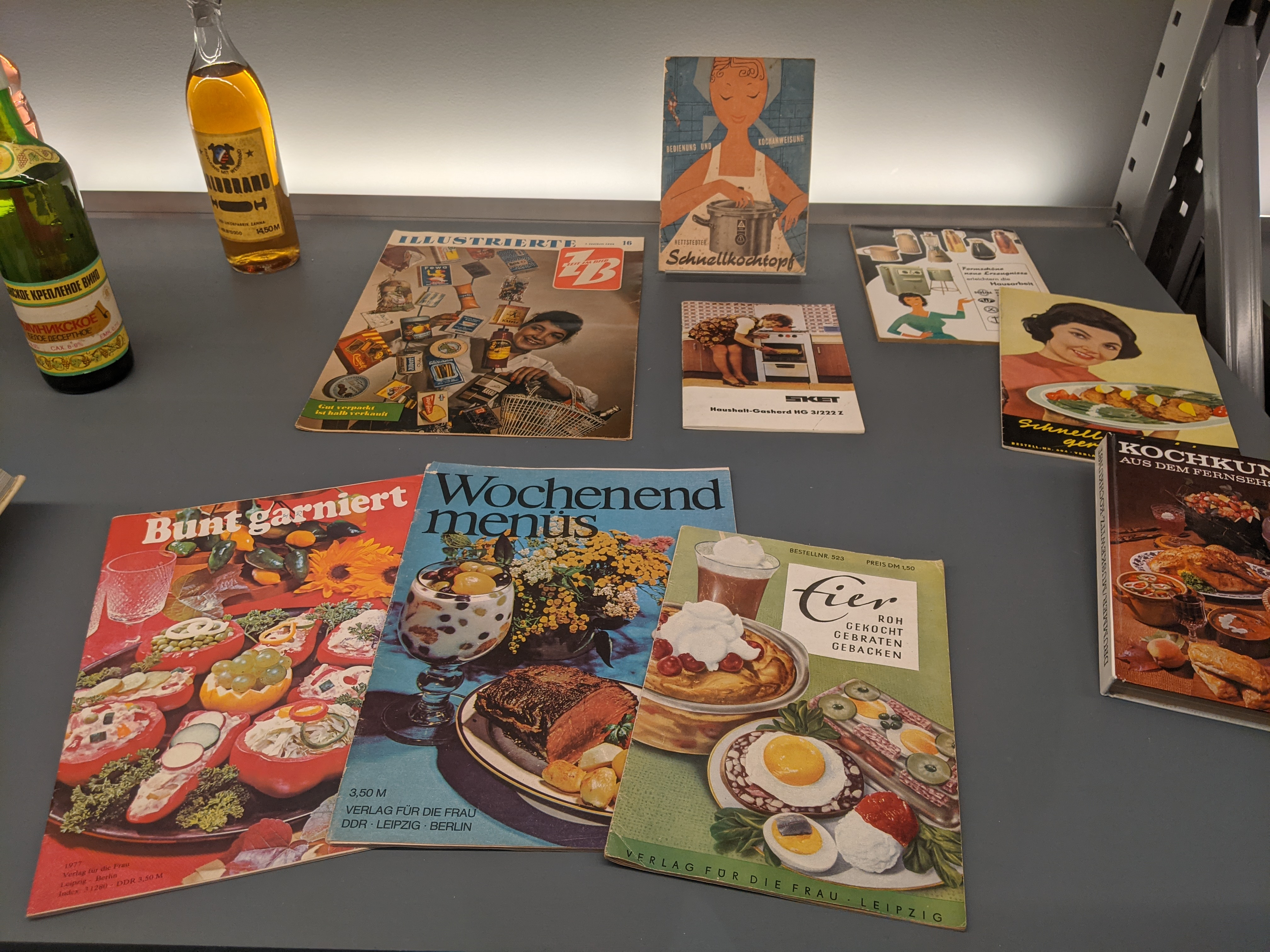
Восточногерманские напитки, кулинарные книги и журналы в экспозиции Венде-музея

Каждая вторая открываемая в Германии бутылка вина — местного производства. Мода на импортные чилийские, калифорнийские или австралийские вина прошла. Среди немецких вин лидирует рислинг. В общем-то, немцы предпочитают белому вину красное, но если уж покупают отечественное, то скорее белое, а розовое немец приобретёт в 10 % случаев. Среднестатистический житель Германии потребляет 20 с лишним литров вина в год. Больше всех вина пьют немецкие мужчины, проживающие в Рейнланд-Пфальце, немецкие женщины — в Сааре. Произведённое в Германии качественное игристое вино называется зект, и этим оно обязано знаменитому берлинскому актёру Людвигу Девриенту. Четверть продаж зекта в Германии приходится на декабрь, при этом относительное большинство немцев склонно экономить на игристых винах, ищет скидки и приобретает зект и шампанское в дискаунтерах Aldi, Lidl и Netto по средней цене в 2,86 евро. Больше двух третей продаж игристых вин в Германии — сухие и полусухие. Восточногерманский производитель зекта Rotkäppchen («Красная Шапочка») — один из немногих примеров успешной адаптации бывшего «народного предприятия» ГДР в объединённой Германии. Хотя потребление всех игристых вин — как немецкого зекта, так и французского шампанского и испанской кавы — в Германии постепенно снижается: с 4,7 литров игристого в год в 1998 году до 3,8 литров — в 2010 году, ни в одной другой стране не открывают столько бутылок игристого вина, как в Германии. В 2019 году в объёмах импорта французских игристых вин креман в Германии обошёл собственно шампанское. Германия производит 45 млн литров яблочного вина в год, его делают преимущественно в Гессене, под Франкфуртом, и там яблочное вино в традиционных кувшинах-бембелях считается «национальным напитком».
Из крепкоалкогольных напитков немцы скорее выберут не русскую водку, не местную зерновую водку корн и не заокеанский ром, а рюмочку ликёра, и выпивают его в среднем 1,7 литра в год. Первое место среди ликёров немцы отдают полугорьким ликёрам на разнообразных травах, особенно как дижестив после сытного обеда. Второе место в Германии занимает «бабушкин» сладкий яичный ликёр. Корна и водки немцы выпивают в среднем по одному литру в год. Потребление водки в Германии возрастает: она входит в состав многих алкогольных коктейлей, кроме того, среди немцев укрепилось мнение, что похмелье после водки переносится легче, чем после других шнапсов, потому что в ней меньше сивушных масел и примесей. Крепкие алкогольные напитки производятся из наиболее доступного местного сырья. На юге Германии дистиллируют «фруктовый» обстлер из яблок и груш, черешневый киршвассер, малиновый и ежевичный спирты химбеергайст и бромбеергайст, сливовый шнапс из мирабели и терновый — из цибертле. На юго-западе в ход идут клубни топинамбура. В Бадене из виноградных выжимок производят аналог итальянской граппы. Пшеничный корн мягче пряного ржаного. В вестфальском Штайнхагене с XVII века производят можжевеловую водку штейнхегер, к которому на закуску идеально подходит вестфальская ветчина на пумперникеле, а Марлен Дитрих заказывала его к зауэрбратену с клёцками.

## Региональные кухни
В Германии насчитывается более двух десятков региональных кухонь, отражающих культурную идентичность федеральных земель. К немецким региональным кухням относят также восточнопрусскую и силезскую кухни. 91 региональный продукт в Германии имеет защищённое географическое указание.

## «Русские» блюда в немецкой кухне
Согласно словарю «Дуден», в немецком языке насчитывается около трёх десятков гастрономических русизмов, подавляющее большинство которых — экзотизмы для обозначения блюд, типичных для чужой культуры и несвойственных немецкой кухне. Редким исключением является похожая на привычный айнтопф «зольянка» (нем. Soljanka), которая великолепно вписалась в кухню ГДР и по сей день является любимым блюдом берлинцев и в целом на востоке Германии. Солянку с удовольствием ест дома экс-канцлер Ангела Меркель. В 2007 году в экспериментальном порядке солянку включили в меню около тридцати ресторанов McDonald’s в Брауншвейге, Кёльне и Нюрнберге. В 2022 году в сети супермаркетов REWE для остальгирующих на востоке Германии в продаже имелась консервированная солянка в соответствующем оформлении с молотом и циркулем. Известно, что солянку с удовольствием ест дома бывший канцлер ФРГ Ангела Меркель.
Некоторые из словарных статей в «Дудене» о русских гастрономических экзотизмах содержат ошибочные сведения, например: Borschtsch — «суп со свёклой, мясом и квасом», а Okroschka — «холодный суп из мяса, яиц и сметаны»; Pelmeni — «конвертики из лапшового теста полумесяцем с начинкой из мяса или капусты», а Wareniki — «конвертики из теста с начинкой из мяса, капусты и др.» Суп Rassol, по мнению историка и кулинарного эксперта Ингрид Хаслингер, готовят из стерляди с солёными огурцами, корнеплодами, мучными клёцками и чёрной икрой, а рыбу в супе Ucha тщательно перетирают. Для такого блюда, как блины, имеются: для немецких блинчиков, которые, как французские, исключительно на муке, молоке и яйце, — синонимы Pfannkuchen («сковородный пирог») и Eierkuchen («яичный пирог»), для русских — Blini, а в восточносредненемецких диалектах есть ещё слово «плинзен» (Plinsen) — от сорбского blinc, тесто которых может быть замешано на дрожжах, на молоке с содой, на пахте или с творогом. Для малосольной осетровой икры в немецком языке есть специальное существительное Malossol.
Целый ряд немецких гастрономических продуктов называются русскими, часто они не имеют аналогов в русской кухне. «Русский хлеб» — это сладкое печенье с добавлением какао в форме букв латинского алфавита. «Русскими гречневыми блинами» называются оладьи из дрожжевого теста на гречневой муке. «Русский шоколад» получится, если в горячее какао добавить водки или рома. В Штутгарте пекут русские брецели — сладкие, из слоёного теста, покрытые миндальными лепестками; они также называются «Ольгиными», в честь великой княжны Ольги Николаевны, королевы Вюртемберга. Разновидность творожного пирога с вкраплениями шоколадного теста называется «русским щипаным пирогом». Яйца по-русски — фаршированные, и не только чёрной икрой. Название «русский» (нем. Russ) или «русская [литровая] кружка» (нем. Russenmaß), которое в Южной Германии закрепилось за достаточно сладким радлером из пшеничного пива с лимонной газировкой, в одной из версий объясняется тем, что его особенно любили русские рабочие в тяжёлые годы гиперинфляции 1919—1923 годов.